# Cristina Fernández de Kirchner
Cristina Elisabet Fernández de Kirchner ( (escucharⓘ); Tolosa, Buenos Aires, 19 de febrero de 1953), también conocida por sus siglas CFK, es una política y abogada argentina, presidenta de la Nación Argentina entre el 10 de diciembre de 2007 y el 9 de diciembre de 2015 y vicepresidenta de la Nación Argentina entre el 10 de diciembre de 2019 y el 10 de diciembre de 2023. Además ha ocupado los cargos de diputada provincial de Santa Cruz (1989-1995), primera dama de la Nación (2003-2007), diputada y senadora nacional en representación de las provincias de Santa Cruz y Buenos Aires. Actualmente es la presidenta del Partido Justicialista y líder de la coalición política Unión por la Patria.
Reconocida como una figura política relevante en Argentina en las primeras décadas del siglo XXI, comenzó su militancia política como miembro de la Juventud Universitaria Peronista. Allí conoció al santacruceño Néstor Kirchner, con quien contrajo matrimonio en 1975. Luego del golpe militar de 1976, el matrimonio decidió trasladarse a la ciudad natal de Kirchner, Río Gallegos, donde ejercerían la abogacía en su propio estudio jurídico. Fernández de Kirchner regresaría brevemente a La Plata para terminar sus estudios universitarios, graduándose en 1979. En 1981 ambos fundaron el Ateneo Juan Domingo Perón, que serviría como plataforma para sus carreras políticas. En 1989 resultó electa diputada provincial en Santa Cruz y en 1994 representó a la provincia como convencional constituyente nacional.
En 1995 fue electa senadora nacional por Santa Cruz. Aunque al principio simpatizaba con el gobierno de Carlos Menem, como senadora rechazó varios proyectos de ley, entre ellos el acuerdo argentino-chileno sobre hielos continentales, la privatización de la hidroeléctrica Yacyretá y el Pacto Fiscal de 1997. Fue parte de la comisión bicameral del Congreso sobre los atentados a la AMIA y la embajada de Israel, donde cuestionó la actuación del juez y del gobierno nacional, lo que valió su expulsión del bloque y posteriormente su renuncia al cargo para asumir como diputada nacional. En 1998 formó parte del Grupo Calafate, un think tank peronista del ala progresista del partido que estaba en contra del intento de «re-reelección» del presidente Menem y apoyaba la candidatura presidencial de Eduardo Duhalde para las elecciones de 1999. En 2001 reasumió como senadora. Tras la elección de Néstor Kirchner como presidente de la Nación en las elecciones de 2003, ejerció como primera dama, sin seguir la tradición de participar en eventos sociales. En 2005 fue reelecta senadora, esta vez por su provincia natal.
Para las elecciones presidenciales de 2007, el presidente Néstor Kirchner la nominó como candidata a presidenta de la Nación Argentina en representación del Frente para la Victoria, ganando en primera vuelta con el 45,29 % de los votos. Fue la primera mujer en ser electa para el cargo, y la segunda en ejercerlo tras María Estela Martínez de Perón, quien gobernó entre 1974 y 1976. Durante su gobierno, que ella definió como «nacional y popular», continuó las políticas neokeynesianas de su predecesor, basadas en la redistribución del ingreso, la inclusión social y el fomento del consumo como motor de la economía, mediante el aumento del gasto social, el desendeudamiento y una fuerte presión fiscal. Tuvo constantes conflictos con el Grupo Clarín, uno de los principales grupos mediáticos del país; e impulsó una serie de proyectos de ley en el Congreso para el reconocimiento de derechos civiles como el matrimonio igualitario y la identidad de género. Su política exterior se basó en el multilateralismo y la integración sudamericana, tuvo algunas diferencias con Estados Unidos, y una relación cercana con los gobiernos progresistas latinoamericanos. También forjó una alianza político-estratégica con China y Rusia.
Entre sus principales medidas se encuentran la estatización de Ferrocarriles Argentinos, YPF, Aerolíneas Argentinas y del sistema jubilatorio, la aprobación de la ley de Movilidad Jubilatoria y de la ley de Servicios de Comunicación Audiovisual; y el aumento móvil del impuesto a las retenciones a las exportaciones agropecuarias, lo que provocó una protesta de productores durante cuatro meses, y que finalizó con el rechazo del proyecto por parte del Senado luego del voto negativo del vicepresidente Julio Cobos y la renuncia del jefe de Gabinete Alberto Fernández y el ministro de Economía Martín Lousteau. La implementación de la Asignación Universal por Hijo, la recuperación económica durante el bienio 2010-2011, la muerte de Néstor Kirchner en 2010, que la dejó como única líder de la coalición, y el apoyo de artistas, periodistas y jóvenes, fortalecieron su imagen y permitió su reelección en las elecciones presidenciales de 2011, las cuales ganó en primera vuelta con el 54,11 % de los votos. Durante su segundo mandato implementó medidas tendientes a atenuar el impacto de la pobreza y la inflación, como el control de precios, el congelamiento de tarifas de servicios públicos y el otorgamiento de subsidios y créditos; que no evitaron la derrota de la coalición en las elecciones presidenciales de 2015 ante el empresario Mauricio Macri. Se destacan las restricciones a la compra de divisas, la firma del memorándum de entendimiento con Irán, el intento de reforma del Consejo de la Magistratura y la cesación de pagos luego de su enfrentamiento con los fondos buitres.
Tras su presidencia, su nombre se vio involucrado en la investigación de causas judiciales sobre supuestos hechos de corrupción, al que Fernández de Kirchner definió como «lawfare», al considerar que fueron impulsadas contra su persona. Parte de esas causas fueron desestimadas. En 2022, fue condenada en primera instancia a seis años de prisión e inhabilitación vitalicia para ejercer cargos públicos, bajo el cargo de defraudación al Estado.  Apeló y en noviembre de 2024, la Sala IV de la Cámara Federal de Casación Penal ratificó la condena que el Ministerio Público Fiscal había logrado en diciembre de 2022 en el juicio ante el Tribunal Oral Federal N°2. En esta segunda instancia, los jueces ratificaron que hubo «una maniobra fraudulenta que perjudicó de manera trascendente a las cuentas del Estado nacional», pero descartaron sumarle el delito de asociación ilícita, pudiendo el fallo ser apelado solo ante la Corte Suprema de Justicia de la Nación. En marzo de 2025, Fernández de Kirchner fue sancionada por el gobierno de Estados Unidos, y por ende, tiene vetada su entrada al territorio de dicho país. Finalmente, el 10 de junio de 2025, la Corte Suprema de Justicia de la Nación Argentina confirmó la condena contra Cristina Kirchner a seis años de prisión y a la inhabilitación perpetua para ejercer cargos públicos, en el marco de la causa conocida como “Vialidad”. El 17 de junio de 2025 el tribunal le concedió el pedido de arresto domiciliario dando inicio a su sentencia.
En 2017 anunció su candidatura para senadora nacional por Buenos Aires bajo la alianza Unidad Ciudadana, sin el partido Justicialista y fue electa por la minoría. Durante 2018 mantuvo negociaciones con sectores del peronismo no kirchnerista y partidos de izquierda, como única forma de vencer al macrismo en las elecciones presidenciales de 2019, con la alianza Frente de Todos, se eligió a su primer jefe de Gabinete Alberto Fernández como candidato presidencial, con ella misma como compañera de fórmula y resultaron electos con el 48,24 % de los votos. Como vicepresidenta, expresó su desacuerdo con las negociaciones con el Fondo Monetario Internacional respecto a la deuda adquirida durante el gobierno de Mauricio Macri, y, tras la derrota en las elecciones legislativas de 2021, marcó distancia con la gestión del nuevo presidente. El 1 de septiembre de 2022, Fernández de Kirchner sufrió un intento de asesinato, mientras saludaba a sus seguidores en el frente de su casa, a manos de Fernando Sabag Montiel, quien le disparó a escasa distancia entre la multitud.

## Biografía

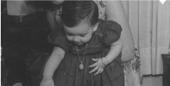
Cristina Fernández de Kirchner, en los años 1950.

Fernández nació en Tolosa, partido de La Plata Primera hija de Eduardo Fernández (1921-1982, descendiente de españoles gallegos y asturianos) y de Ofelia Esther Wilhelm (1929-2019), descendiente de alemanes. Tiene una hermana dos años menor llamada Gisele (1955).
Ofelia Wilhelm, su madre, era una joven de 24 años y estaba soltera; el certificado de nacimiento asegura que nació un 19 de febrero de 1953. Nació en la vivienda de una partera que vivía a pocas cuadras de la casa alquilada de la calle 4 y 32 de Tolosa, donde la niña pasó su infancia.
El embarazo y la maternidad sin casamiento a principio de los años cincuenta fue inusual para los Wilhelm. La propia presidenta le confesaría, muchos años más tarde, a Sandra Russo, su biógrafa oficial, que nadie en su familia se había tomado el trabajo de informarle sobre su condición de hija natural. Ella sola lo descubrió, comparando fechas, cuando ya era una mujer adulta y tenía sus propios hijos
Cursó la primaria en la Escuela Dardo Rocha, ubicada en 7 y 32 de La Plata y la secundaria en el colegio Nuestra Señora de la Misericordia, ubicado en las calles 4 entre 43 y 44 de La Plata
Sus abuelos paternos eran inmigrantes sin profesión. Con los años llegaron a tener un tambo y después una posición económica favorable. Su padre, también sin profesión, se dedicó a diferentes actividades, entre ellas la agropecuaria. Más tarde compró un colectivo, que manejó el resto de su vida como miembro de una cooperativa.

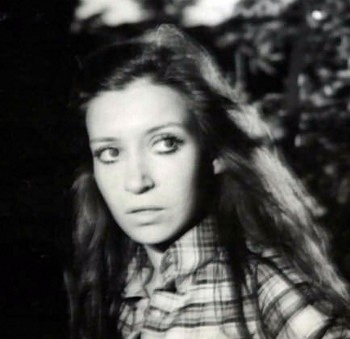
Cristina Fernández en los años 1970.

Su madre era empleada en la Dirección General de Rentas y secretaria general de su gremio, AERI (Asociación de Empleados de Rentas e Inmobiliarios). Según Cristina, su madre era una gremialista particular, que nunca en los más de veinte años que fue secretaria tomó licencia. Sus padres se casaron cuando ella tenía dos años, antes de que naciera su hermana.
Pasó su infancia y adolescencia entre las ciudades de La Plata, Ringuelet y Tolosa. El hogar donde creció estaba conformado por sus padres, su hermana, su abuelo Carlos Wilhelm y su tía Noemí Wilhelm. Según Cristina Fernández, este hogar ampliado permitió que su madre pudiera ejercer su tarea gremial. Fue un hogar parecido al que luego formaría con Néstor Kirchner, donde los parientes estuvieron presentes durante el crecimiento de sus hijos.
La relación con su padre siempre fue cercana pero de poco gesto demostrativo; era una persona distante. En su libro 'Cristina Fernández. La verdadera historia', la periodista Laura Di Marco sugiere que podría ser hija de Florencio Láttaro, un compañero de trabajo de su madre que trabajaba en la Dirección de Rentas del Ministerio de Economía, aunque esta afirmación no ha sido confirmada. Lattaro falleció en 1972.Tanto en Tolosa, como en ciertos círculos platenses que la Presidenta frecuentó durante su adolescencia y su juventud está muy instalado el hecho de que el colectivero Eduardo Fernández fue quien terminó reconociendo a la nena que Ofelia habría tenido con otro hombre, que no pudo o no quiso hacerse cargo. Eso podría explicar, en parte, que Fernández haya entrado oficialmente tan tarde a la historia de los Wilhelm. Cuando se casó con Ofelia, Cristina estaba por cumplir los seis años.
La relación entre sus padres era tensa, nunca se llevaron bien y con los años se divorciaron.
En lo político su familia estaba dividida. Su padre era abiertamente antiperonista y su madre peronista. Su abuelo Carlos era del conservadurismo bonaerense, pero luego con las reformas en lo laboral que hizo Juan Domingo Perón se convirtió al peronismo.
Su primer contacto con la política tuvo lugar cuando Roberto Guaresti, padre de unas amigas del barrio, se candidateó a intendente de La Plata en las elecciones de 1962. Cristina Kirchner recuerda cómo se vivió la candidatura desde la casa de los Guaresti, quien ganó pero nunca pudo asumir. Cuando tenía quince años se mudaron a la actual casa donde vivió su madre hasta su fallecimiento, en Tolosa. Cursó cuarto y quinto año de la secundaria en el colegio de monjas La Misericordia. A esa edad todavía no era una militante peronista, pero ya había comenzado a interesarse en la política.
En la secundaria se recibió de perito mercantil. Primero cursó un año la carrera de Psicología y luego ingresó en la Facultad de Ciencias Jurídicas y Sociales de la Universidad Nacional de La Plata. Para inscribirse en la carrera de Derecho debió rendir diecisiete equivalencias, ya que exigían un bachillerato en Humanidades.
Cristina Fernández ingresó en la Universidad el 15 de septiembre de 1972. Se recibió de procuradora el 21 de abril de 1976. El 6 de julio de 1978 pidió su reincorporación mediante una nota dirigida al rector de la Universidad. “Soy madre de un niño y colaboro con tareas de mi esposo abogado en Río Gallegos”, decía. El niño era Máximo, nacido en febrero de 1977. A Cristina le faltaba por entonces aprobar tres materias. Rindió Derecho Internacional Privado el 1 de octubre de 1979 y se recibió. El promedio general durante su cursada fue de 7,44 puntos, según consta en el certificado analítico presentado por ante el Juez Bonadío, Cristina Fernández creció en La Plata y trabajó para la Provincia, siendo hija de un padre con inclinaciones radicales. Sus intereses y estilo de vida diferían de los de Kirchner. Mostró simpatía por el movimiento peronista desde joven.
Cristina Fernández conoció a Néstor Kirchner en 1974 a través de amigos en común. Néstor Kirchner hacía tiempo militaba en la FURN (Federación Universitaria de la Revolución Nacional), además era vicepresidente del Centro de Estudiantes Santacruceños de La Plata. En cambio Cristina Fernández militaba en la Juventud Peronista de su barrio y participaba de las Mesas de Construcción Nacional que se hacían en la facultad. 

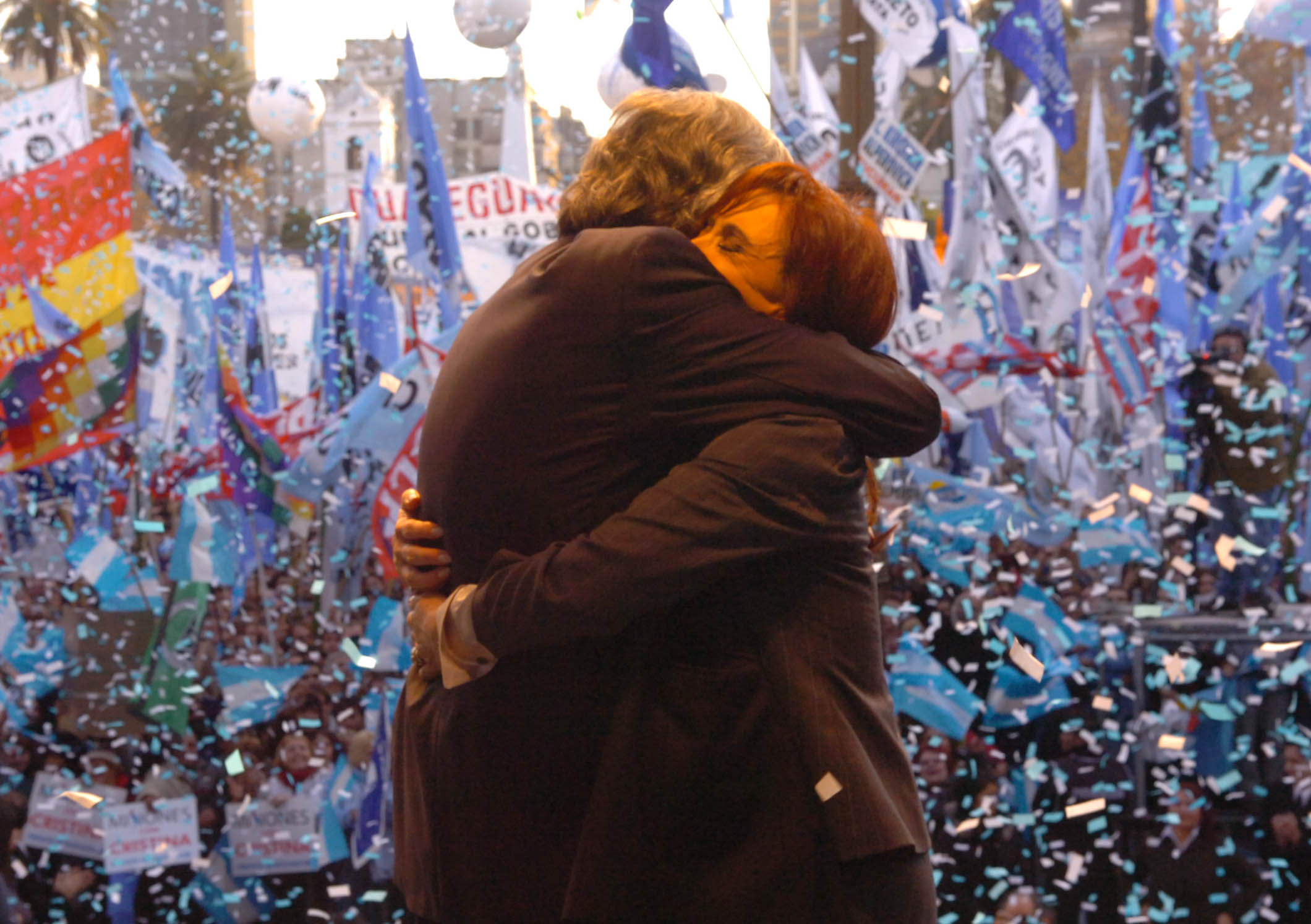
Néstor y Cristina Kirchner en un acto en Plaza de Mayo el 18 de junio de 2008. Esta imagen, luego del fallecimiento del expresidente, se ha convertido en una postal usada por los militantes kirchneristas.

Tras seis meses de noviazgo, Néstor y Cristina Kirchner se casaron el jueves 8 de mayo de 1975.
La primera casa donde vivieron quedaba en City Bell, prestada por el padre de Cristina Fernández. Vivieron desde mediados de 1975 hasta marzo de 1976 con una pareja conocida de la militancia: Gladis Dalessandro y Carlos Chiche Labolita. Cristina Fernández los había llevado a vivir con ellos porque presumía estaban prontos a ser secuestrados por la dictadura. Ese tiempo fue de una vida modesta ya que todavía no estaban recibidos.
Se ha mencionado que tanto Néstor como Cristina Kirchner tenían reservas respecto a la lucha armada de Montoneros y preferían enfoques políticos más tradicionales, alejándose de la FURN. Solo fueron arrestados unos días en enero de 1976, cuando estaban de visita en Río Gallegos, luego de un almuerzo con una pareja amiga, Cacho Vázquez y su esposa Mabel. Los detuvieron a los cuatro pero el objetivo era Vázquez. Según Cristina Fernández, en las ciudades chicas del país los lazos familiares y las amistades todavía funcionaban. La mañana del golpe del 24 de marzo, Cristina Kirchner y su esposo escondieron en una pensión al estudiante Carlos Labolita porque la policía lo buscaba. Al poco tiempo Labolita volvió a su pueblo, Las Flores, cuando se enteró de que su padre había sido detenido. Un comando de la Comisaría de Las Flores lo asesinó y desaparecieron su cuerpo.
Cuando regresaron a La Plata se enteraron de que el Turco Rodolfo Achem y Carlos Miguel —dirigentes históricos de la FURN— habían sido secuestrados. En las semanas posteriores, mientras Néstor Kirchner daba las últimas materias de la carrera, se alojaban en casa de amigos. Gladis y Carlos regresaron a Las Flores de donde ambos eran oriundos. Él fue capturado a las pocas semanas y desde entonces está desaparecido; en 2004 fue incluido en el monumento a los desaparecidos en aquella ciudad.
El golpe de Estado contra María Estela Martínez de Perón y la instauración de la dictadura autodenominada Proceso de Reorganización Nacional volvía la militancia política un gran riesgo, por el cual la pareja resolvió trasladarse a la ciudad natal de Néstor, Río Gallegos. Varios de sus compañeros de militancia resultaron asesinados o desaparecidos.
Después de mudarse a la Patagonia, Néstor y Cristina Kirchner iniciaron su actividad privada como abogados, formando el estudio jurídico Kirchner. Él ya estaba recibido, pero a ella le faltaban tres materias al momento de viajar a la provincia y se recibió en 1979.
El matrimonio tuvo dos hijos: Máximo (1977) y Florencia (1990). Cristina pudo dedicarse a la política gracias a la ayuda que recibió, en la asistencia de sus hijos, de su suegra María Ostoic y de su cuñada Alicia Kirchner.
El 27 de octubre de 2010 falleció su esposo Néstor Kirchner de un paro cardiorrespiratorio no traumático.
El 22 de diciembre de 2011, en un control médico de rutina, se le detectó un tumor en la glándula tiroidea, por lo que se le realizaron dos punciones. El diagnóstico en la primera muestra fue «citología compatible con carcinoma papilar de células dendríticas foliculares», mientras que en la segunda muestra se le diagnosticó «citología compatible con bocio coloide nodular».
La conclusión fue que Cristina Kirchner padecía carcinoma papilar sin compromiso de los ganglios linfáticos e inexistencia de metástasis.
El 4 de enero de 2012 se le realizó una tiroidectomía. La comprobación del diagnóstico original, concluyó que se trataba de un adenoma folicular, es decir, un tumor epitelial benigno. Este tipo de patología tiene alrededor de un 2 % de casos con falso positivo cuando el diagnóstico se basa en análisis citológicos, aunque en ningún caso la operación podía evitarse.
El 14 de julio de 2013 Cristina fue abuela de Néstor Iván, el primogénito de su hijo Máximo con Rocío García. Dos años antes, en 2011, Cristina había anunciado que se convertiría en abuela, sin embargo en aquella oportunidad el embarazo no pudo seguir los cauces normales.
El 8 de octubre de 2013, Cristina fue sometida a una intervención quirúrgica debido a un hematoma subdural crónico.
El 4 de noviembre del 2021 fue operada en un sanatorio privado donde se le practicó una histerectomía completa que es una cirugía que consiste en la extracción total del útero y el cuello del útero
Asimismo, el médico Alejandro Lagomarsino (1951-2011), creador y primer presidente de la Fundación Bipolares de Argentina (FUBIPA), quien habría sido el psiquiatra que trató como paciente a CFK durante cierto tiempo, habría dejado entrever que tanto ella como su hermana Gisele padecerían un trastorno bipolar, que en el caso de Cristina sería leve, por lo que habría sido recetada con ácido valproico. El dato hecho público de que le habían indicado el uso de ese compuesto como estabilizador posquirúrgico de las membranas meníngeas y como profilaxis anticonvulsionante, tras su operación en la cabeza, agregado a que el ácido valproico es, también, un estabilizador del estado de ánimo que se usa para tratar, entre otras patologías, el trastorno bipolar, llevó a algunos periodistas a afirmar que le habría sido recetado con ese fin.
Lo insinuado por el doctor Lagomarsino motivó una investigación por parte del Departamento de Estado de Estados Unidos sobre la estabilidad emocional de la entonces presidenta, El cable donde le inquiría a su embajada en Buenos Aires sobre su salud mental fue revelado por WikiLeaks y, asimismo, provocó el disgusto de CFK hacia la secretaria de Estado Hillary Clinton.

## Carrera política

### Comienzos de su actividad política
En 1981, el matrimonio Kirchner fundó el ateneo Juan Domingo Perón, plataforma política con la que Néstor pelearía la intendencia de Río Gallegos en 1983. Los acompañaban Pepe Salvini (con quien Néstor había fundado el Centro de Estudiantes Santacruceños), Daniel Varizat, Alicia Kirchner, el Negro Chávez, Carlos Zannini y Cacho Vázquez. La capital santacruceña tenía en aquella época 70 000 habitantes, 30 unidades básicas y 3 listas dentro del peronismo, todas con militancia activa.
Su referente a nivel provincial era Jorge Cepernic.
Su primer cargo electivo fue en 1989 como legisladora provincial en la Cámara de Diputados de Santa Cruz. Ya en aquella época habían fundado el Frente para la Victoria Santacruceña. Néstor fue elegido intendente de la ciudad en 1987 y luego gobernador de la provincia en 1991. Cristina Fernández encabezaba la Secretaría Legal y Técnica de la provincia.
Durante la campaña electoral a la primera gobernación de Néstor Kirchner en 1991, Cristina Fernández fue su jefa de campaña. Liliana Mazure, dueña de una imprenta de Buenos Aires, recuerda sus viajes y cómo diseñaban a mano los afiches, y que era Cristina Fernández quien los modificaba. Allí Cristina presidía la estratégica Comisión de Asuntos Constitucionales, e incluso antes de que su esposo fuera gobernador, ella había llegado a la vicepresidencia del cuerpo.
En 1994, el matrimonio participó por primera vez juntos de una elección, en este caso para convencionales constituyentes, que ganaron. Ambos fueron entonces convencionales constituyentes y participaron de la reforma constitucional del 94.

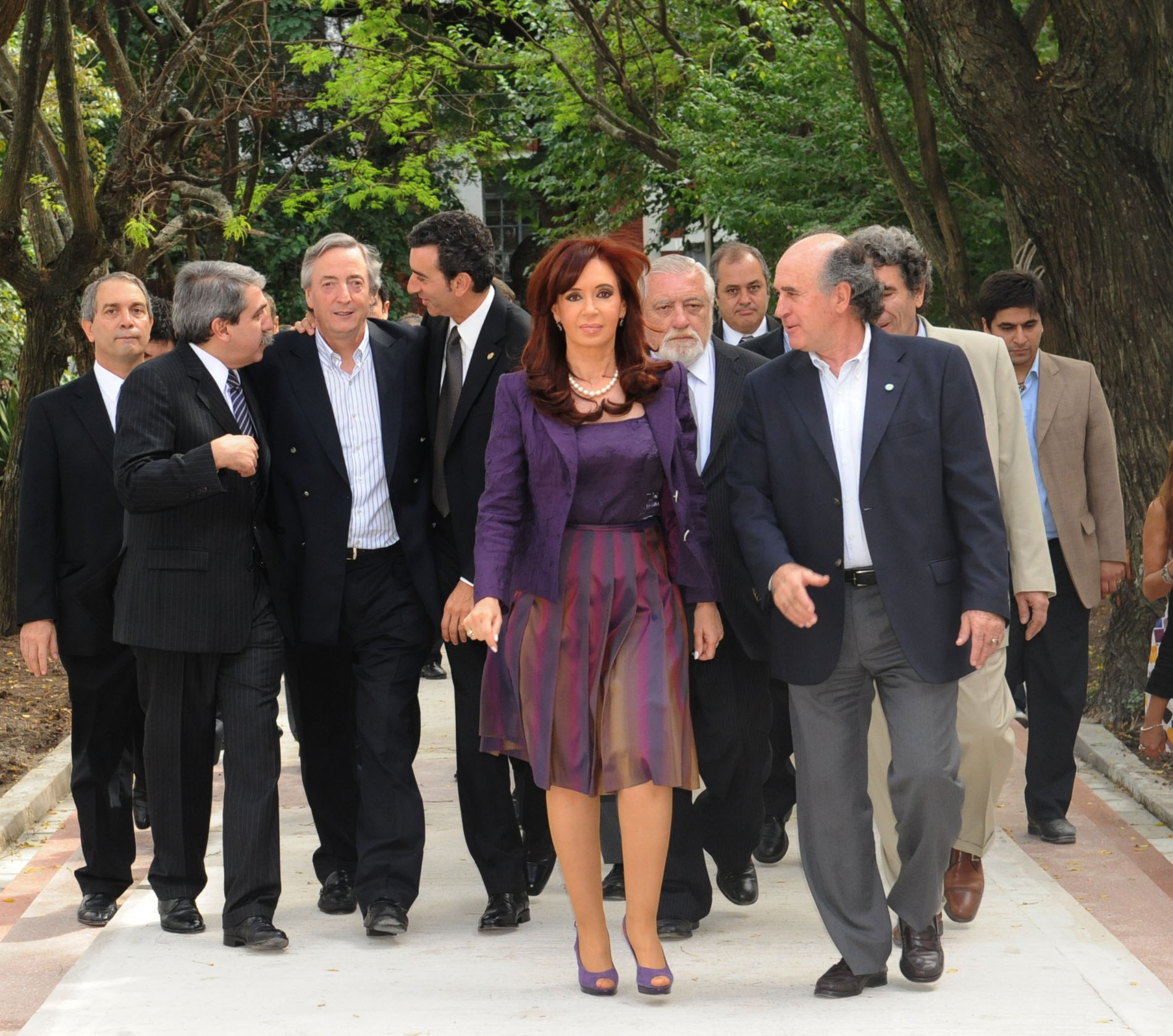
Cristina y Néstor Kirchner el 24 de marzo de 2010 visitan la ESMA convertida en espacio de la memoria. Los acompañan Julio Alak, Aníbal Fernández, Florencio Randazzo, Eduardo Luis Duhalde, Eduardo Jozami y Oscar Parrilli.

Desde lo político se identificaban con el peronismo renovador, cuya cabeza a nivel nacional era Antonio Cafiero. Este sector del partido estaba enfrentado al gobierno menemista, cuyo bloque no acordó en el Congreso el proyecto de ley presentado por Néstor Kirchner sobre zonas francas para la Patagonia. Según Cristina Fernández, con su esposo siempre estuvieron en contra del modelo neoliberal, hecho que diferentes medios de comunicación reflejaron, principalmente cerca de la elecciones legislativas de 1997 y luego de las elecciones presidenciales de 2003.
Durante el debate por la privatización de YPF, tanto Néstor como Cristina Kirchner se manifestaron a favor de la aprobación de la transferencia del dominio del petróleo a las provincias, proyecto que incluía la privatización de YPF. Asimismo, Cristina Fernández pronunció un discurso en la Cámara de Diputados de la Provincia de Santa Cruz en la que declaró la necesidad de sanción del «proyecto de Federalización de los Hidrocarburos y de Privatización de Yacimientos Petrolíferos Fiscales».
El traspaso efectivo del dominio se hizo recién en 2003. Según el gobernador de Santa Cruz, Sergio Acevedo, existía un pacto donde el Estado nacional reconocía que tenía una deuda con la provincia de Santa Cruz por 480 millones de dólares, pero que supeditaba su pago a la aprobación de la privatización.[cita requerida]
La provincia de Santa Cruz recibió luego 654 millones de dólares en 1993.
Sobre la privatización, en 2012 durante la presentación del proyecto de ley para expropiar el 51 % de las acciones de Repsol YPF, Cristina Kirchner dijo «Por la reforma de 1994, la propiedad de los yacimientos se transfirió precisamente a las provincias. He estado casada doce años con un gobernador, y sé lo que significa administrar todos los días las urgencias, las necesidades, y muchas veces se adoptan decisiones. Y no porque los gobernadores no quieran defender los intereses de sus provincias, sino que muchas veces se encuentran acuciados por necesidades muy importantes que tienen que cubrir, como la educación, la salud, obras importantes que les quitan y les restan poder de negociación».
En 1994 junto a su marido, fue convencional constituyente en la reforma constitucional de ese año.
En dicha reforma apoyó la incorporación del derecho a réplica y el habeas data así como la creación de la Jefatura de Gabinete de Ministros que atenúa el sistema presidencialista.

#### Actividad en el Congreso de la Nación
En el año 1995 ingresó al Senado Nacional representando a la provincia de Santa Cruz por el Partido Justicialista. Se opuso a diversos proyectos del gobierno menemista como el proyecto sobre los Hielos Continentales, la privatización de Aerolíneas Argentinas, la Reforma Laboral. También se opuso al texto de la luego aprobada Ley de Hidrocarburos. En la comisión participaban provincias que no eran productoras y durante el debate dijo: «¿Por qué si ustedes no producen hidrocarburos quieren estar en esta comisión?; Santa Cruz nunca pidió un lugar en la Junta Nacional de Granos».
Se opuso a la eximición de pagar el Impuesto a las ganancias que votó el Senado en 1997. En dicha sesión dijo «a ningún peronista le resultará fácil de explicar que votó en favor de declinar una porción de la coparticipación que le corresponde» y «Nosotros históricamente, a través del peronismo, incentivamos la movilidad social hacia arriba. Ahora aparecemos cristalizando la situación de los menos protegidos social y económicamente y empujando a la clase media hacia abajo».
También votó en contra a la reforma hecha al Consejo de la Magistratura y a la privatización de la Represa de Yacyretá. Fue tildada de «revoltosa» y expulsada en 1997 del bloque del Partido Justicialista.

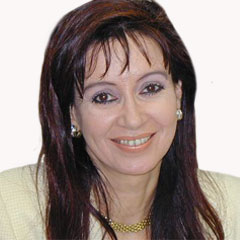
Fernández de Kirchner en sus años de diputada nacional.

Renunció a su banca de senadora e ingresó ese mismo año como diputada también por Santa Cruz. La primera aparición a nivel nacional fue en 1998 durante el debate por el litigio con Chile por los límites en el Campo de Hielo Patagónico Sur. La posición oficial en ambos países era su aprobación sin más. Los medios de comunicación trataban el tema de la pérdida de cientos de kilómetros de glaciares de agua dulce como «el precio de la paz con Chile». Cristina Kirchner recorrió diferentes universidades del país expresando sus razones para oponerse, lo mismo que Néstor como gobernador. Ese año recibió un memorándum en el que se le comunicaba que quedaba desafectada de todas las comisiones en las que participaba, que eran Asuntos Penales y Regímenes Carcelarios, Coparticipación Federal, Economías Regionales, Educación, Familia y Minoridad, Relaciones Exteriores y Culto. Convirtió a la defensa por hielos continentales en la mayor de sus banderas. En 1996, el Congreso trataba la ratificación del acuerdo Menem-Aylwin de 1991, que, al dividir la zona en litigio, les achacó a quienes avalaban el tratado una «obediencia debida» al Ejecutivo. Incluso difundió un informe contra el acuerdo desde El Chaltén.
En 1998 fue una de las organizadoras, junto a Eduardo Duhalde, Néstor Kirchner y Alberto Fernández, del Grupo Calafate, un think tank peronista que tuvo como fin generar una alternativa crítica del menemismo, que desempeñó un papel importante en las campañas electorales de Duhalde en 1999 y Kirchner en 2003.
En 1999 presidió la Comisión Bicameral de Seguimiento de los Atentados a la Embajada de Israel y al edificio de la AMIA. Según Diego Buranello —quien trabajó junto a Cristina Kirchner—, en aquellos años no había una política oficial que buscara esclarecer el caso AMIA. La comisión logró que Juan Carlos Passero, jefe de la Policía Federal Argentina declarara que «hubo graves negligencias y errores administrativos en la fuerza». Esto ocurrió durante la interpelación que le hizo varias horas Cristina Kirchner, luego de la desaparición en el juzgado del juez Juan José Galeano, de 66 casetes que contenían escuchas al teléfono de Carlos Telleldín.
Fue vicepresidenta segunda de la Comisión Especial Investigadora sobre hechos ilícitos vinculados con el lavado de dinero en la Cámara de Diputados de la Nación en 2000. La comisión, presidida por Elisa Carrió y de la que también formaba parte Alicia Castro, realizó un trabajo que Cristina Kirchner no firmó porque según ella tenía contradicciones entre los capítulos I y III, por lo que terminó avalando otro informe. También en la interpelación pidió al entonces ministro de Defensa Oscar Camilión, involucrado en el escándalo venta de armamento al Ecuador, que dimitiera a su cargo.
Como diputada, lideró un grupo que buscó frustrar la reelección de Alberto Pierri como titular de la Cámara, acusándolo de clientelismo. En aquella ocasión expresó: «Mi voto negativo no es solo una actitud principista; es una acción concreta que refleja mi voluntad de colocar al frente de las instituciones políticas a dirigentes creíbles y prestigiosos. No creo que Pierri lo sea».
Ese año fue uno de los legisladores que se opuso a la aprobación de la ley de concursos y quiebras, que era parte de una serie de medidas impuestas por el FMI. Durante el debate dijo «en unos meses más a la Argentina le van a poner bandera roja, señor presidente. Y no precisamente aquel "infame trapo" que algunos creían que iba a flamear en la Argentina allá en la década de los años setenta, sino bandera roja de remate».
Durante un debate con David Viñas, ese año declaró: «Yo soy más optimista, en el sentido que pienso que el voto directo de la gente va obligar a la aparición de otros dirigentes políticos. Yo también quiero decirle a la gente que es importante que construya sus propias representaciones. Que cuando toma una lista, vea quién está y que decida en consecuencia. Y que a los que no están conformes, como tantísima gente que no está conforme, que por favor participe en donde sea, aunque sea fundando su propio partido político, pero que participe».
En 2001 fue elegida nuevamente senadora por la provincia de Santa Cruz. Asumió la presidencia de la Comisión de Asuntos Constitucionales. Junto a ella trabajaba la penalista Valeria Loira, quien recuerda que el trabajo con Cristina Kirchner siempre fue arduo. La senadora rechazaba los resúmenes, además todos los trabajos que se hacían debían tener fuente fiable y verificable de los autores principales de cada tema legal, versiones de los principales medios y las transcripciones taquigráficas de debates en el Senado. Algunos de los proyectos que trató la comisión fue la modificación del Consejo de la Magistratura, la modificación a la ley que luego permitió la actual conformación de la Corte Suprema y la ley de Acceso a la Información Pública. La ley sobre transparencia de la labor legislativa estableciendo la votación nominal para los proyectos de ley. También impulsó la derogación de la ley de reforma laboral aprobada durante el gobierno de Fernando De la Rúa. En el año 2002 impulsó, siendo senadora, la reforma del Código Nacional Electoral reforma de la Ley Orgánica de Partidos Políticos, que establecía entre otras elecciones primarias o internas simultáneas para todos los partidos políticos con el fin de que los dirigentes con representación institucional surjan de la voluntad directa del ciudadano y no de las burocracias partidarias.
También presentó un proyecto que modificaba la ley de acefalía para prevenir la crisis institucional como la del 2002: el presidente que la Asamblea Legislativa escogiera sería provisorio por 90 días, período en el cual debería llamar a elecciones para elegir a su reemplazante y renovar todos los cargos legislativos nacionales. Se modificaba la ley de cupo femenino extendiendo la vigencia del mismo hasta los suplentes y estableciendo que en caso de renuncia de un o una integrante de la lista, lo o la sucedería en el puesto el siguiente del mismo género y, en el caso de renuncia de todos los candidatos de ese género se procedería a una nueva elección para su reemplazo.
También impulsó una ley de financiamiento de los partidos políticos, una reglamentación del recurso extraordinario por salto de instancia, implementación del Estatuto de Roma —que creó a la Corte Penal Internacional—, modificación de la Ley de Educación Superior, reafirmación de la soberanía sobre los hielos continentales, régimen legal de los refugiados, consulta popular, modificación de la ley 11.683 de procedimiento tributario, incorporación de un tercer senador para la Ciudad de Buenos Aires, impulso a la ley de juicio por jurados, y la ley de acceso a la información pública.
Como presidenta de la Comisión, fue agredida físicamente cuando su comisión investigaba al senador peronista Luis Barrionuevo por la quema de urnas durante la elección a gobernador en la provincia de Catamarca en 2003. La comisión pidió que se lo apartara del cargo, pero el Senado decidió que permaneciera. A partir de 2003, representó al país en diversos foros internacionales como la Cumbre de Gobiernos Progresistas, en Londres (2003); la reunión de dirigentes políticas y empresarias internacionales organizado por el National Democratic Institute for International Affairs, en Boston (2004); o el encuentro de partidos progresistas gobernantes en el Cono Sur, en Montevideo (2005).
Para las elecciones legislativas del 23 de octubre de 2005 fue elegida senadora por la provincia de Buenos Aires por el Frente para la Victoria. Durante la presidencia de Néstor Kirchner ejerció un papel importante desde el Senado y como compañera en las decisiones políticas del presidente. En este período mantuvo un perfil de activa defensa de los derechos humanos tanto en Argentina como en América Latina. Ha sido promotora de la actividad política de las mujeres. En 2007 aun siendo senadora suscribió, en representación del Gobierno Nacional, la adhesión argentina al «Convenio sobre desaparición forzosa de personas», en la ciudad de París (Francia). Fue oradora en la conferencia anual de la Organización Internacional del Trabajo (OIT) en Ginebra (Suiza).

#### Campaña presidencial de 2007
El 19 de julio de 2007 lanzó oficialmente su candidatura presidencial para las elecciones presidenciales de Argentina de 2007. El acto se realizó en el Teatro Argentino de la ciudad de La Plata. Ya había sido mencionada repetidas veces como «cuadro político presidenciable» por varios miembros del Partido Justicialista y del gabinete del gobierno kirchnerista.
En agosto de 2007 la campaña presidencial se vio enlodada por el Caso Antonini Wilson; el juicio prescribió en junio de 2018. En los tribunales no se pudo esclarecer el caso por la ausencia de su principal testigo, al no ser extraditado Guido Antonini Wilson de los Estados Unidos, por lo que prescribió en octubre de 2018. En octubre de 2018, Claudio Uberti, hasta 2007 director del Órgano de Control de Concesiones Viales, declaró bajo el régimen de "arrepentido" que el dinero iba a ser usado para la campaña de Cristina Fernández de Kirchner y que procedía del gobierno venezolano. Por esa razón, el caso fue reabierto por el juez Pablo Yadarola en 2018, y el 5 de julio de 2019 fueron procesaros tres funcionarios: Claudio Uberti, Julio De Vido y Ricardo Echegaray. En la resolución se explica que el dinero habría tenido como destino ser usado “para la financiación de campañas políticas y/o el enriquecimiento de funcionarios públicos“ Dicho caso inició su juicio oral y público el 8 de marzo del 2023 en el Tribunal Oral en lo Penal Económico N°1.
El 28 de octubre del citado año, Cristina se consagró ganadora en primera vuelta con el 45,29 % de los votos afirmativos —con uno de los más holgados márgenes de ventaja desde el retorno de la democracia en 1983—, en una elección donde la abstención fue la mayor desde las elecciones de 1922, sucediendo el 10 de diciembre a su esposo Néstor Kirchner, quien había desempeñado el cargo hasta esa fecha.

#### Campaña presidencial de 2011
El 21 de junio de 2011 confirmó públicamente su postulación para la reelección. La misma fue una decisión que, según sus propias declaraciones, había tomado desde la sorpresiva muerte de Néstor Kirchner, firme candidato del Frente para la Victoria para los comicios presidenciales.
Recibió el apoyo manifiesto de diversos sectores, entre ellos: el secretario general de la Confederación General del Trabajo (CGT) Hugo Moyano, el secretario general de la UOM (Unión Obrera Metalúrgica) Antonio Caló, el secretario general de la Federación de Tierra y Vivienda (FTV) y Central de Movimientos Populares (CMP) Luis D'Elía, así como también el de otros gobernadores, legisladores, funcionarios, las asociaciones de Madres y Abuelas de Plaza de Mayo (presididas por Hebe de Bonafini y Estela de Carlotto, respectivamente) y Hugo Chávez (presidente de Venezuela) quien afirmó, durante la entrega de una distinción en la Facultad de Periodismo de la Universidad Nacional de La Plata, que la mandataria «es la mujer que Argentina necesita ahora para seguir con el rumbo de esta nave».
Su compañero de fórmula fue Amado Boudou, ministro de Economía y Finanzas Públicas en el período 2009-2011.
En las Elecciones presidenciales de 2011 obtuvo el 54,11 % de los votos, accediendo así a un segundo mandato. En dicha elección, el Frente para la Victoria logró el mayor porcentaje alcanzado en una elección presidencial desde 1973.

### Unidad Ciudadana

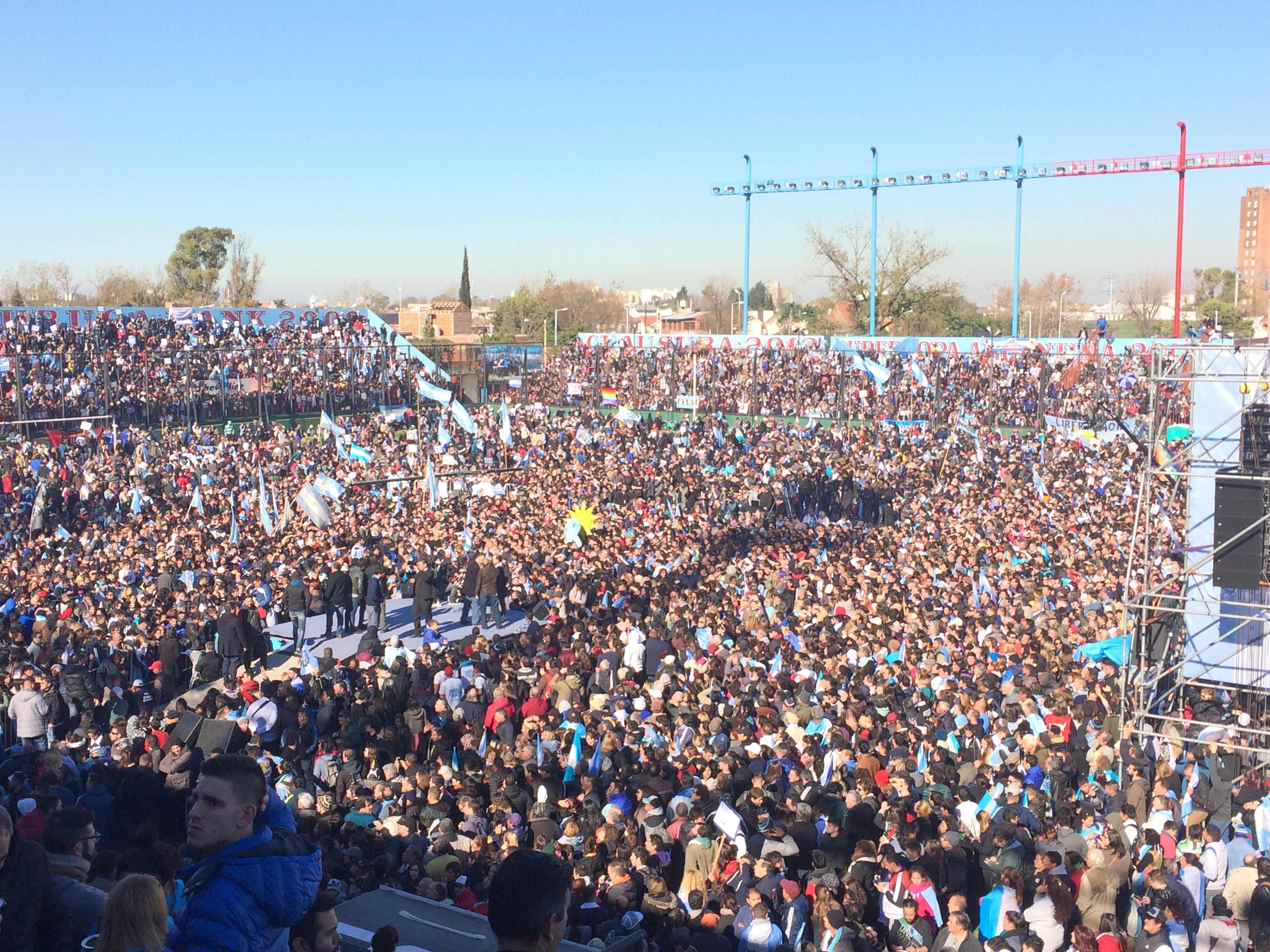
Acto de lanzamiento de Unidad Ciudadana.

Para las elecciones legislativas de 2017 en la provincia de Buenos Aires, Cristina Fernández de Kirchner promovió la formación de la alianza electoral Unidad Ciudadana, cuyo principal objetivo es constituir una oposición firme al gobierno de Mauricio Macri. El lanzamiento oficial de ese frente tuvo lugar en Sarandí, en el Gran Buenos Aires, el día 20 de junio, ante más de 60 000 personas. El frente de Unidad Ciudadana fue conformado por el Frente Grande, el Partido de la Victoria, el Partido Comunista (CE), la Alianza Compromiso Federal, Nuevo Encuentro, Kolina,el Partido Solidario, el Movimiento Nacional Alfonsinista, la Unidad Socialista para la Victoria, el Partido de la Concertación Forja, Patria Grande, el Partido Comunista y el Movimiento Evita.
El 24 de junio de 2017 se confirmó su candidatura a primera senadora nacional por la provincia de Buenos Aires para las elecciones primarias del 13 de agosto. En dichas elecciones primarias, la lista de Unidad Ciudadana, encabezada por Cristina Fernández, obtuvo el mayor número de votos, con el 34,27 por ciento. En las elecciones generales, sin embargo, quedó en segundo lugar con 37,31 %, frente a los 41,35 % de Cambiemos.

### Frente de Todos
El 18 de mayo de 2019 se postuló como candidata a vicepresidenta de Alberto Fernández. El 12 de junio del mismo año la fórmula presidencial del peronismo se asoció con Sergio Massa para conformar la coalición Frente de Todos. En las elecciones presidenciales de 2019 la fórmula ganó con el 48,24 % de los votos superando a Macri-Pichetto con el 40,28 %. El 10 de diciembre asumió el cargo de vicepresidenta para el período 2019-2023.

### Presidencia del Partido Justicialista
El 15 de Octubre del 2024 presentó su candidatura a la presidencia del partido, luego en ese momento está vacante tras la renuncia del expresidente Alberto Fernández en agosto del mismo año.
Ese mismo día presento a la Junta Nacional Electoral del Partido los avales de su candidatura y presentó su lista llamada "Primero la Patria". A inicios del mes de octubre ya habia expresado en ese momento de ocupar la presidencia del partido. Su lista iba competir con la candidatura del gobernador riojano Ricardo Quintela.
Luego que la Jueza Servini declara invalida la candidatura de Quintela, se proclamó de inmediato como presidenta del Partido Justicialista.
El 17 de Noviembre encabezó su primer acto en Santiago del Estero como presidenta del partido y afirmó que "va a reorganizar el partido" dando referencia como el inicio de una oposición dura hacia a la Presidencia de Javier Milei.

## Historial electoral
|  | 52,14 % |

|  | 59,64 % |

|  | 56,03 % |

|  | 59,69 % |

|  | 61,91 % |

|  | 45,77 % |

|  | 45,28 % |

|  | 50,24 % |

|  | 54,11 % |

|  | 35,58 % |

|  | 37,31 % |

|  | 47,79 % |

|  | 48,24 % |

## Presidencia de la Nación Argentina (2007-2015)
Los apartados siguientes reflejan la política oficial adoptada en el Gobierno Nacional en los diferentes temas del país. La manera en que esta política se manifiesta tiene diversas formas, entre ellas, los pronunciamientos y las decisiones gubernamentales de la presidenta, los decretos del Poder Ejecutivo y las resoluciones los ministerios, los proyectos de ley girados desde el Ejecutivo al Congreso, los proyectos presentados por legisladores del Frente Para la Victoria así como proyectos presentados por otros legisladores que han tenido apoyo de la bancada oficial.

### Gabinete de Ministros
El miércoles 14 de noviembre de 2007, todavía en la etapa de transición, se dio a conocer el gabinete de ministros para su gobierno. De los doce elegidos, siete ya ocupaban carteras en el gobierno de Néstor Kirchner y cinco asumieron por primera vez un ministerio.
| Jefatura de Gabinete y Ministerios del Gobierno de Cristina Fernández de Kirchner | Jefatura de Gabinete y Ministerios del Gobierno de Cristina Fernández de Kirchner                         | Jefatura de Gabinete y Ministerios del Gobierno de Cristina Fernández de Kirchner |
| Cartera                                                                           | Titular                                                                                                   | Período |
| --------------------------------------------------------------------------------- | --- | --- |
| Jefatura de Gabinete de Ministros                                                 | Alberto Fernández Sergio Massa Aníbal Fernández Juan Manuel Abal Medina Jorge Capitanich Aníbal Fernández | 10 de diciembre de 2007-23 de julio de 2008 23 de julio de 2008-7 de julio de 2009 8 de julio de 2009-10 de diciembre de 2011 10 de diciembre de 2011-20 de noviembre de 2013 20 de noviembre de 2013-26 de febrero de 2015 26 de febrero de 2015-9 de diciembre de 2015 |
| Ministerio del Interior y Transporte                                              | Florencio Randazzo                                                                                        | 10 de diciembre de 2007-9 de diciembre de 2015 |
| Ministerio de Relaciones Exteriores, Comercio Internacional y Culto               | Jorge Taiana Héctor Timerman                                                                              | 10 de diciembre de 2007-19 de junio de 2010 22 de junio de 2010-9 de diciembre de 2015 |
| Ministerio de Defensa                                                             | Nilda Garré Arturo Puricelli Agustín Rossi                                                                | 10 de diciembre de 2007-15 de diciembre de 2010 15 de diciembre de 2010-30 de mayo de 2013 30 de mayo de 2013-9 de diciembre de 2015 |
| Ministerio de Economía y Finanzas Públicas                                        | Martín Lousteau Carlos Fernández Amado Boudou Hernán Lorenzino Axel Kicillof                              | 10 de diciembre de 2007-25 de abril de 2008 25 de abril de 2008-7 de julio de 2009 8 de julio de 2009-10 de diciembre de 2011 10 de diciembre de 2011-20 de noviembre de 2013 20 de noviembre de 2013-9 de diciembre de 2015                                             |
| Ministerio de Industria                                                           | Débora Giorgi                                                                                             | 26 de noviembre de 2008-9 de diciembre de 2015 |
| Ministerio de Turismo                                                             | Enrique Meyer                                                                                             | 1 de julio de 2010-9 de diciembre de 2015 |
| Ministerio de Planificación Federal, Inversión Pública y Servicios                | Julio de Vido                                                                                             | 10 de diciembre de 2007-9 de diciembre de 2015 |
| Ministerio de Seguridad                                                           | Nilda Garré Arturo Puricelli María Cecilia Rodríguez                                                      | 15 de diciembre de 2010-30 de mayo de 2013 30 de mayo de 2013-2 de diciembre de 2013 2 de diciembre de 2013-9 de diciembre de 2015 |
| Ministerio de Justicia y Derechos Humanos                                         | Aníbal Fernández Julio Alak                                                                               | 10 de diciembre de 2007-7 de julio de 2009 8 de julio de 2009-9 de diciembre de 2015 |
| Ministerio de Trabajo, Empleo y Seguridad Social                                  | Carlos Tomada                                                                                             | 10 de diciembre de 2007-9 de diciembre de 2015 |
| Ministerio de Salud y Ambiente                                                    | Graciela Ocaña Juan Luis Manzur Daniel Gollán                                                             | 10 de diciembre de 2007-29 de junio de 2009 29 de junio de 2009-26 de febrero de 2015 26 de febrero de 2015-9 de diciembre de 2015 |
| Ministerio de Desarrollo Social                                                   | Alicia Kirchner                                                                                           | 10 de diciembre de 2007-9 de diciembre de 2015 |
| Ministerio de Educación                                                           | Juan Carlos Tedesco Alberto Sileoni                                                                       | 10 de diciembre de 2007-20 de julio de 2009 20 de julio de 2009 -9 de diciembre de 2015 |
| Ministerio de Ciencia, Tecnología e Innovación Productiva                         | Lino Barañao                                                                                              | 10 de diciembre de 2007-9 de diciembre de 2015 |
| Ministerio de Cultura                                                             | Teresa Parodi                                                                                             | 7 de mayo de 2014-9 de diciembre de 2015 |
| Ministerio de Agricultura, Ganadería, Pesca y Alimentación                        | Julián Domínguez Norberto Yahuar Carlos Casamiquela                                                       | 1 de octubre de 2009-10 de diciembre de 2011 10 de diciembre de 2011-20 de noviembre de 2013 20 de noviembre de 2013-9 de diciembre de 2015 |
| Secretarías de Estado del Gobierno de Cristina Fernández de Kirchner              | | |
| Cartera                                                                           | Titular                                                                                                   | Período |
| Secretaría General                                                                | Oscar Parrilli Aníbal Fernández Eduardo de Pedro                                                          | 10 de diciembre de 2007-16 de diciembre de 2014 16 de diciembre de 2014-26 de febrero de 2015 26 de febrero de 2015-9 de diciembre de 2015 |
| Secretaría Legal y Técnica                                                        | Carlos Zannini                                                                                            | 10 de diciembre de 2007-9 de diciembre de 2015 |
| Secretaría de Inteligencia del Estado                                             | Héctor Icazuriaga Oscar Parrilli                                                                          | 10 de diciembre de 2007-16 de diciembre de 2014 16 de diciembre de 2014-9 de diciembre de 2015 |
| Secretaría de Cultura (elevada a ministerio).                                     | José Nun Jorge Coscia                                                                                     | 10 de diciembre de 2007-8 de julio de 2009 8 de julio de 2009-7 de mayo de 2014 |
| Secretaría de Políticas Integrales sobre Drogas                                   | José Ramón Granero Rafael Bielsa Juan Carlos Molina Gabriel Lerner                                        | 10 de diciembre de 2007-10 de diciembre de 2011 30 de diciembre de 2011-20 de marzo de 2013 30 de noviembre de 2013-14 de mayo de 2015 19 de mayo de 2015-9 de diciembre de 2015                                                                                         |

### Agricultura, ganadería, pesca y alimentación

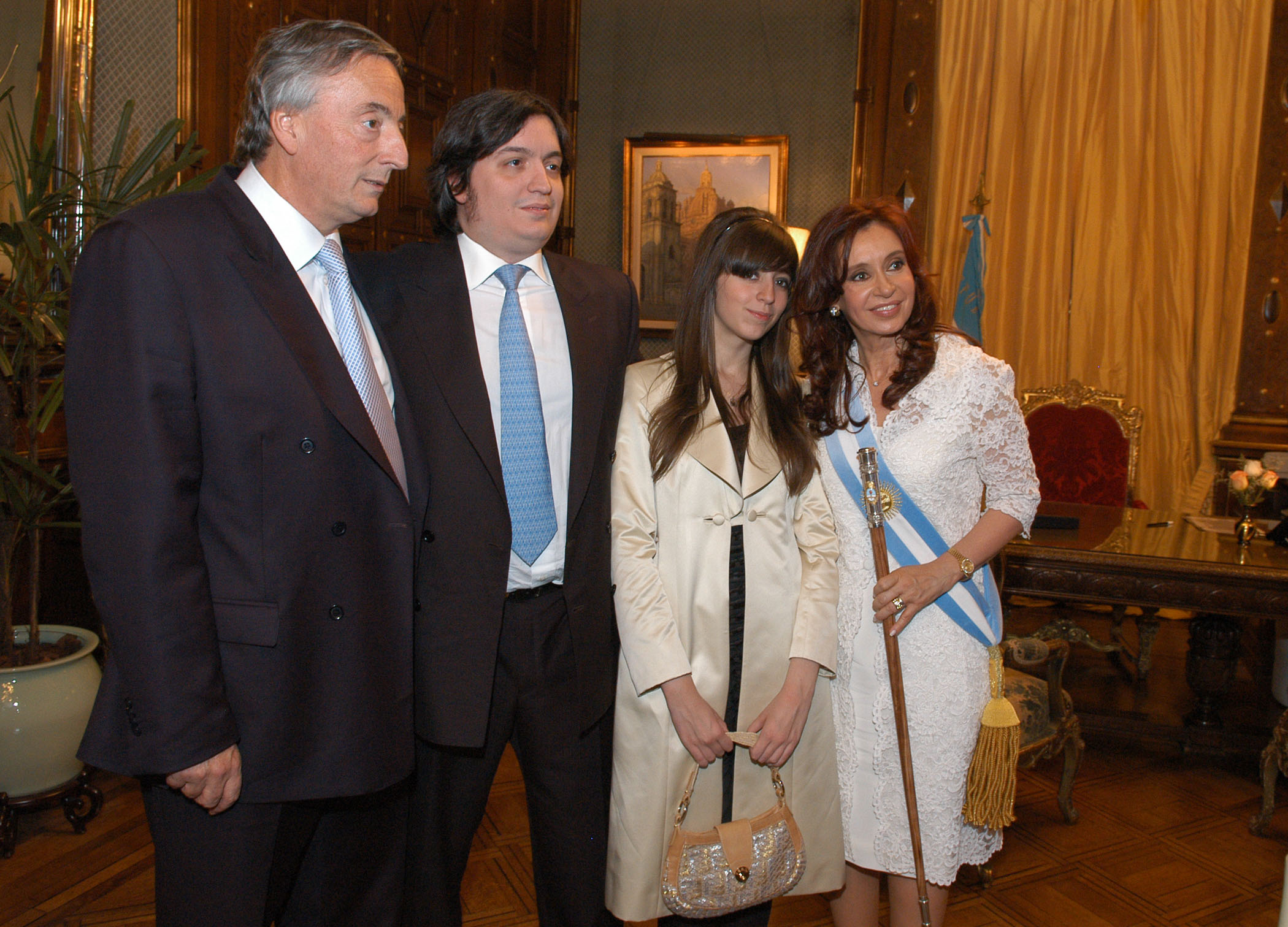
Cristina Fernández de Kirchner junto a su familia el día de su asunción presidencial, el 10 de diciembre de 2007.

La producción de soja, que se constituyó en el principal cultivo de Argentina, pasó de 47,5 millones de toneladas en 2006/07 a 61,4 millones de toneladas en 2014/15, mientras que la producción de maíz pasó de 23,7 millones de toneladas (temporada 2010/2011) al récord de 25 millones (temporada 2012-2013). Este crecimiento en el sector agropecuario también se vio replicado en cultivos menores, como el arroz y la cebada, que alcanzaron producciones cercanas a los 2 millones de toneladas en el primer caso, y a los 5 millones en el segundo. Se observó una fuerte tecnificación en el sector, la venta de maquinaria agrícola aumentó en 2013 un 97,3 % respecto del mismo período del año anterior.
Durante su mandato se aprobó la ley de tierras, que limitó la venta a extranjeros al 15 por ciento del territorio nacional y obligó a las provincias a informar en los siguientes 30 días la cantidad de tierras en manos de personas físicas o jurídicas extranjeras.

### Ciencia y tecnología
Una de las primeras medidas adoptadas en su gobierno fue la creación del Ministerio de Ciencia, Tecnología e Innovación Productiva, designando para el cargo a Lino Barañao, un reconocido biólogo molecular.
En el área satelital se continuó con la política de la presidencia de Néstor Kirchner, que había creado la empresa ARSAT para ocupar las posiciones orbitales otorgadas por la Unión Internacional de Telecomunicaciones. La empresa construyó y lanzó en asociación con INVAP dos satélites, el ARSAT-1 en 2013 y el ARSAT-2 en 2015. Luego se abocó al diseño y construcción del ARSAT-3. Además, se reinició el proyecto espacial argentino con el logro de la puesta en órbita del SAC-D en 2011 construido casi en su totalidad por INVAP.
En materia nuclear se finalizaron las obras de la Central Nuclear Atucha en 2014 en las que trabajaron la CNEA e INVAP.
Los presupuestos de CONICET y otras agencias de ciencia y tecnología del Estado aumentaron de forma constante durante su gestión, permitiendo el aumento de los salarios. Esto sumado a un programa especial de repatriación, permitió que cientos de científicos e investigadores que habían emigrado en las décadas previas regresaran al país.
Desde el comienzo de su gobierno se instalaron, principalmente en Tierra del Fuego, decenas de fábricas que ensamblan productos electrónicos complejos como celulares y computadoras de marca nacional.

### Comunicación
Durante la presidencia de Cristina Kirchner se debatió y aprobó por sectores oficialistas y opositores la Ley de Servicios de Comunicación Audiovisual que reemplaza a la antigua Ley de Radiodifusión 22.285 creada por la última dictadura. Este proyecto había sido una de las plataformas electorales de ambos gobiernos kirchneristas. La ley entró en vigor el 10 de octubre de 2009 pero mediante una medida cautelar se suspendió la aplicación del artículo 161, una cláusula transitoria que imponía un límite de un año para que los propietarios de los grandes medios audiovisuales enajenen activos para adaptarse a la misma. Tras un fallo de la Corte Suprema de Justicia, la ley entró completamente en vigor el 29 de octubre de 2013. Según fuentes oficiales, se concedieron más de 1000 nuevas licencias de radio y televisión, y se crearon cerca de 100 000 puestos de trabajo como consecuencia de la ley. Sin embargo, estas cifras son disputadas.
Otros aspectos que resaltan son la aparición de varios nuevos diarios de tirada nacional y la despenalización de las calumnias e injurias para expresiones de interés público, tema vinculado a la libertad de expresión y la libertad de prensa.
Argentina se encuentra en plena migración hacia la televisión digital abierta y esto, junto a la nueva ley de medios audiovisuales, dio como resultado la multiplicación de la cantidad de señales audiovisuales y espacios relacionados con la creación estatal de contenido y demás, principalmente en el interior del país, donde todavía se consumen productos de la televisión de Buenos Aires.

### Cultura
Durante su gobierno se construyó el Centro Cultural Kirchner, un espacio para artes plásticas, espectáculos musicales y exposiciones, el más importante en tamaño de América Latina y el tercero a nivel mundial. También se construyó el Museo Casa Rosada, emplazado en las antiguas galerías de la Aduana de Taylor —en la ciudad de Buenos Aires—, con el nombre de Museo del Bicentenario. También fueron construidos el Museo del Libro y de la Lengua, el Centro Cultural Julio Le Parc (en Mendoza), el Museo de Bellas Artes (en San Juan), el Centro Cultural del Bicentenario y el Centro de Convenciones (en Santiago del Estero) y la Casa de las Culturas (en Resistencia).
En esta área también sobresale la creación, a mediados de 2011, de Tecnópolis, una megamuestra ubicada en Villa Martelli, siendo la más grande de América Latina, que se realiza de julio a noviembre de cada año a partir de 2011, y el Polo Científico Tecnológico en el barrio de Palermo.
También se impulsó la ley de derechos de Autor, de Doblaje. El reconocimiento y reglamentación de la industria audiovisual. También se lanzó los canales INCAA tv, Canal Encuentro y Paka-Paka.
En 2014 el poder ejecutivo creó la Secretaría de Coordinación Estratégica para el Pensamiento Nacional, a cargo del filósofo Ricardo Forster. La secretaría fue detonante de polémica y críticas de la oposición. Fue disuelta por Macri en 2015.

#### Bicentenario de la Revolución (2010)
En 2010 el país celebró el Bicentenario de la Revolución de Mayo y, del 21 al 25 de mayo, el gobierno llevó a cabo una serie de festejos en Buenos Aires que cerraron el 25 de mayo (Día de la Patria). Más de seis millones de personas asistieron a la Av. 9 de Julio y estuvieron representantes de todas las provincias y los presidentes Da Silva, Chávez, Morales, Correa, Piñera, Mujica, Lugo y Zelaya. El Banco Central (BCRA) emitió 300 millones de monedas de 1 peso argentino con diferentes paisajes de Argentina.

### Economía
La política económica que siguió fue expansionista. Se registró un aumento sostenido en el gasto público con fines redistributivos. Según un informe anual de la ONU sobre el Desarrollo Humano correspondiente al año 2015 (el último año del mandato de Cristina Kirchner), Argentina era la segunda nación iberoamericana con más alto índice de desarrollo humano detrás de España, y por delante de Chile y Portugal. Ese mismo año, el Banco Mundial calificó por primera vez a la Argentina como una economía de alto ingreso. En ese mismo año, el país tenía una renta per cápita de más de 16 000 dólares estadounidenses en paridad de poder adquisitivo (PPA), la segunda más alta en América Latina (tras Chile). Durante sus dos períodos, entre 2007 y 2015, el PBI creció de 287 530 millones a 595 740 millones de dólares.
El Banco Interamericano de Desarrollo, de acuerdo a los datos del Banco Mundial, afirmó que a mediados de 2015 el índice de pobreza era de 10,8 % y de la indigencia del 4,2 %. De acuerdo con el Banco Mundial, entre 2003 y 2009, la clase media argentina se duplicó.
En 2008 se creó del Ministerio de Industria que estuvo dirigido durante los dos gobiernos de Fernández de Kirchner por Débora Giorgi. La actividad industrial creció significativamente en los años 2008, 2010 y 2011, teniendo aumentos cercanos a cero en los años 2009, 2013 y 2015, y negativos en los años 2012 —en que disminuyó un 1,2 %, siguiendo la tendencia mundial— y 2014, con un saldo positivo acumulado, entre diciembre de 2008 y octubre de 2015, del 18 %.
En los últimos años de su gobierno, se crearon 200 000 nuevas empresas en los sectores industria, comercio y servicios. Desde 2003 se duplicó el PBI industrial, sustituyendo importaciones por 15 000 millones de dólares. Del total de exportaciones del país, las manufacturas de origen industrial eran las principales, seguidas de manufacturas de origen agropecuario y luego materia prima.[cita requerida]
La cantidad de parques industriales pasó de 80 (en 2003) a 330 (en 2012). En dichos parques industriales se localizan 8600 empresas con 267 000 trabajadores. Uno de los principales es el polo electrónico en Tierra del Fuego, con 9000 trabajadores. Por su parte el INTI elevó su presupuesto de 30 millones de pesos anuales a 450 millones. También el INPI incrementó la cantidad de patentes argentinas registradas.[cita requerida]
Otras políticas destacadas fueron la moratoria tributaria y reducción de retenciones para el agro, blanqueo, promoción y sostenimiento del trabajo registrado para las pymes, blanqueo y repatriación de capitales y créditos públicos de fomento a la producción y al consumo, con una asignación de 13 200 millones de pesos (4400 millones de dólares), distribuidos a través de la banca privada, a bajo interés.
En materia de deuda externa se continuó la política de desendeudamiento iniciada en el 2003 por el gobierno de Néstor Kirchner (cuando la deuda representaba un 166 % del PBI) y se llegó a un 52,6 % en 2015. Asimismo la deuda en moneda extranjera se redujo de un 92 % del PBI al 8,4 %.
|                                                                                      |
| Evolución de la pobreza (1,90 u$s por día) entre 1991 y 2017. Fuente: Banco Mundial. |

| |
| Serie desestacionalizada del estimador mensual de la actividad industrial. Base 2006 = 100. Se observa que creció hasta llegar a su máximo en marzo de 2012 con un 35 % más de actividad industrial. |

| |
| Variación del coeficiente salarial a nivel país. Base cuarto trimestre 2001=100. Se observa una recomposición ininterrumpida del salario real. |

La actividad industrial creció significativamente en los años 2008, 2010 y 2011, teniendo aumentos cercanos a cero en los años 2009, 2013 y 2015, y negativos en los años 2012 —en que disminuyó un 1,2 %, siguiendo la tendencia mundial— y 2014, con un saldo positivo acumulado, entre diciembre de 2008 y octubre de 2015, del 18 %.
Otras medidas adoptadas fueron la creación del Ministerio de Industria, moratoria tributaria y reducción de retenciones para el agro, blanqueo, promoción y sostenimiento del trabajo registrado para las pymes, blanqueo y repatriación de capitales y créditos públicos de fomento a la producción y al consumo, con una asignación de 13 200 millones de pesos (4400 millones de dólares), distribuidos a través de la banca privada, a bajo interés.
En los últimos años de su gobierno, se crearon 200 000 nuevas empresas en los sectores industria, comercio y servicios. Desde 2003 se duplicó el PBI industrial, sustituyendo importaciones por 15 000 millones de dólares. Del total de exportaciones del país, las manufacturas de origen industrial eran las principales, seguidas de manufacturas de origen agropecuario y luego materia prima.[cita requerida]
La cantidad de parques industriales pasó de 80 (en 2003) a 330 (en 2012). En dichos parques industriales se localizan 8600 empresas con 267 000 trabajadores. Uno de los principales es el polo electrónico en Tierra del Fuego, con 9000 trabajadores. Por su parte el INTI elevó su presupuesto de 30 millones de pesos anuales a 450 millones. También el INPI incrementó la cantidad de patentes argentinas registradas.[cita requerida]
El 3 de agosto de 2012 se pagaron 2300  millones de dólares para los bonos de deuda pública Boden 2012, parte de la estrategia del Gobierno argentino para resolver el corralito y la pesificación asimétrica de los bancos después de la crisis. Saldados los 19 600 millones de dólares en concepto de capital e intereses, el gobierno kirchnerista devolvió a los ciudadanos el dinero adeudado después del corralito. Esto se sumó a la política de desendeudamiento iniciada en el 2003 por el gobierno de Néstor Kirchner (cuando la deuda representaba un 166 % del PBI), hasta el 2012 (cuando solo representa un 41,8 %). Asimismo la deuda en moneda extranjera se redujo de un 92 % del PBI al 8,4 %.
|                                                                                      |
| Evolución de la pobreza (1,90 u$s por día) entre 1991 y 2017. Fuente: Banco Mundial. |

| |
| Serie desestacionalizada del estimador mensual de la actividad industrial. Base 2006 = 100. Se observa que creció hasta llegar a su máximo en marzo de 2012 con un 35 % más de actividad industrial. |

| |
| Variación del coeficiente salarial a nivel país. Base cuarto trimestre 2001=100. Se observa una recomposición ininterrumpida del salario real. |

#### Desconfianza de estadísticas oficiales
Durante su segunda presidencia, creció una desconfianza en las estadísticas económicas oficiales publicadas por el INDEC. Sietecase propone que el momento de divergencia entre los datos del Indec con la realidad sucede cuando, en 2007, el secretario de comercio interior Guillermo Moreno fue mandado al instituto de estadísticas para comunicar al personal que los números de inflación publicados no deberían reflejar una subida. El Gobierno inicialmente defendió su posición diciendo que lo que cambió fue la metodología de relevamiento: se redujo la canasta que se utiliza como base de análisis de 818 productos a 440, eliminando artículos de lujo y servicios como castración de felinos, viaje
Durante su segunda presidencia, creció una desconfianza en las estadísticas económicas oficiales publicadas por el INDEC. Sietecase propone que el momento de divergencia entre los datos del Indec con la realidad sucede cuando, en 2007, el secretario de comercio interior Guillermo Moreno fue mandado al instituto de estadísticas para comunicar al personal que los números de inflación publicados no deberían reflejar una subida. El Gobierno inicialmente defendió su posición diciendo que lo que cambió fue la metodología de relevamiento: se redujo la canasta que se utiliza como base de análisis de 818 productos a 440, eliminando artículos de lujo y servicios como castración de felinos, viajes a Cancún y servicio doméstico.
A partir de esta desconfianza un mercado secundario de consultoras pasarían a publicar información independiente sobre inflación que alcanzaban a triplicar las cifras oficiales, Hernán Lorenzino (ministro de Economía y Finanzas, entre 2011 y 2013), sostenía que el Indec era el único instituto con capacidad técnica para publicar estadísticas sobre el tema.
Este conflicto continuó aún hasta el 2013, cuando el Fondo Monetario Internacional amenazó con sanciones si no se «corregía» el índice de precios al consumidor. Durante esta época, el gobierno ya no emitía comentarios al respecto, al ser indagado por las sanciones del FMI, el ministro Lorenzino, decidió cortar la entrevista, alegando que "hablar sobre estadísticas de inflación en Argentina es complejo" y prefiriendo "no ahondar en el tema". Más tarde su asistente explicaría que "el Gobierno no habla ni con los medios argentinos sobre la inflación."
Como consecuencia de la supuesta manipulación de datos en el INDEC durante el gobierno de Cristina Fernández de Kirchner, con fecha 5 de abril del 2023, el Tribunal Superior de Justicia de Londres a cargo del juez Simón Picken, dictaminó que Argentina debía pagar unos 1330 millones de euros en relación con todos los valores vinculados al PBI, de cuatro fondos demandantes, Palladian Partners, HBK Master Fund, Hirsh Group LLC y Virtual Emerald International Limited. que poseen aproximadamente el 48 %. En dólares, la cifra asciende a casi USD 1500 millones (en 2023). El argumento de los demandantes fue que los datos de PBI que publicó el Indec fueron afectados por la manipulación de las estadísticas de inflación en las que incurrió el organismo desde el año 2007 y, con ellos, el sentido de los cupones se desvirtuó. El cupón atado al PBI se usó como anzuelo para atraer a la mayor cantidad de bonistas posibles al canje de deuda que se hizo en 2005

### Educación
La política educativa del gobierno de Cristina ha sido una continuación de la gestión anterior. El porcentaje del Producto Interno Bruto destinado a educación creció desde el 3,64 % en 2003 a 5,3 % en 2012. Se invirtieron 7000 millones de pesos en equipamiento para escuelas técnicas, se distribuyeron más de 54 millones de libros. La inversión en salarios docentes universitarios fue de 19 000 millones de pesos en 2012 siendo el incremento salarial de más del 100 %, en valores reales, desde 2003.
Después del Plan Quinquenal del gobierno de Perón entre 1947 y 1951, el período 2003-2010 es el de mayor construcción de escuelas de la historia argentina. Entre 1969 y 2003, los diferentes gobiernos nacionales financiaron la construcción de un total de 427 escuelas, mientras que entre 2003 y 2010 se construyeron más de 1000 escuelas, que beneficiaron a medio millón de alumnos. También se destacó el lanzamiento del Plan de Finalización de Estudios Primarios y Secundarios (FinES) para finalización de la Escuela Primaria y Escuela Secundaria.
Entre los años 2008 y 2015, 0,6 millones de adultos finalizaron el secundario. La matrícula de estudiantes se elevó entre 2001 y 2010 un 17,2 % para el nivel inicial, asimismo la tasa de escolaridad en el nivel primario es del 99 % y del 82,2 % en el nivel secundario.
En 2010, la ANSES (Administración Nacional de la Seguridad Social) inició el plan Conectar Igualdad de entrega y puesta en funcionamiento de tres millones de netbooks con acceso a Internet a todas los alumnos de públicas primarias y secundarias del país. Para 2015, ya se habían entregado cinco millones de computadoras, y además se construyeron 1428 aulas digitales en todo el país. El programa recibió premios en el extranjero y de diferentes organismos internacionales, entre ellos una distinción del Programa de Naciones Unidas para el Desarrollo (PNUD), y por la cumbre Iberoamericana, entre otros.
El crecimiento de los aportes del Estado a la educación permitió aumentar las transferencias a las universidades nacionales y la creación de nuevas universidades. Además de aumento de los recursos destinados a otras universidades, como la Universidad de La Matanza, cuyo presupuesto creció un 820 %. Esto se vio reflejado en la formación de nuevos institutos de investigación. En 2014 se dio el lanzamiento del plan PROG.R.ES.AR., destinado a jóvenes de 18 a 24 años que no tienen trabajo, trabajan informalmente o perciben un salario menor del mínimo vital y móvil y cuyo grupo familiar se encuentre en iguales condiciones.

### Justicia
En 2011 se presentó el primer digesto jurídico que se realizó en el país. De más de 32 000 leyes que comprendía el sistema legislativo, quedaron poco más de 3000. Para la realización del mismo se exigió el análisis de toda la legislación nacional dictada desde 1853 con el fin de depurar y ordenar las leyes y decretos vigentes. Más de 200 profesionales que trabajaron desde el año 2005 en este proyecto de depuración y ordenamiento jurídico que es el primero realizado en Latinoamérica.
A mediados de 2015 entró en vigor el Código Civil y Comercial de la Nación, poniendo fin a los 145 años de uso del Código Civil redactado por Dalmacio Vélez Sarsfield (1800-1875) y a los casi 153 años de utilización del Código de Comercio redactado por Eduardo Acevedo y Vélez Sarsfield, reuniendo así las bases del ordenamiento jurídico en materia civil y comercial de Argentina, un objetivo planteado en la Constitución Nacional de 1994.
Durante la gestión, Cristina Fernández impulsó cambios en temas relacionados con los derechos personalísimos. En 2010 se modificó la legislación sobre matrimonio civil permitiendo que personas del mismo sexo puedan casarse y adoptar. En dicho año Argentina se convirtió en el segundo país de América en tener este derecho y el décimo en el mundo. Hacia 2015 el número de matrimonios se había elevado a más de 10 000 parejas.
En 2012, el Congreso aprobó la Ley N.º 26 743, denominada de Identidad de Género, por la cual el Estado reconoce el derecho a elegir la propia identidad siendo esta una «vivencia interna e individual del género tal como cada persona la siente, la cual puede corresponder o no con el sexo asignado al momento del nacimiento, incluyendo la vivencia personal del cuerpo».

#### Derechos humanos

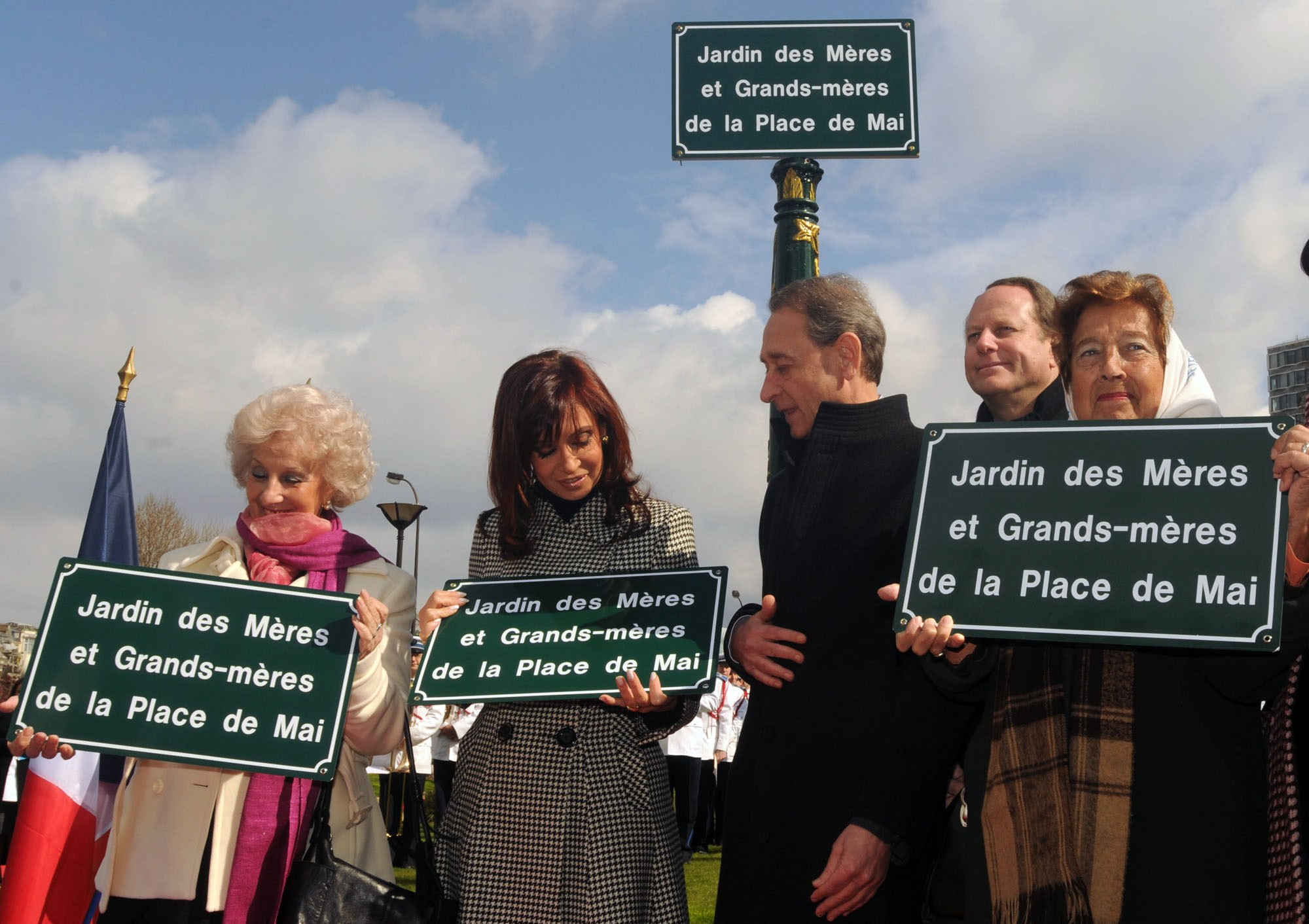
Inauguración del Jardín de las Madres y las Abuelas de Plaza de Mayo en París. En la foto de izquierda a derecha: la presidenta de Abuelas de Plaza de Mayo, Estela B. de Carlotto, la presidenta de la Argentina, Cristina Fernández de Kirchner y el alcalde de París, Bertrand Delanoë.

Cristina continuó la política de derechos humanos de Néstor Kirchner, con el apoyo de Madres de Plaza de Mayo y las Abuelas de Plaza de Mayo. Se registran 521 causas activas, en las que 2220 imputados se encuentran o fueron investigados. Asimismo, existen otras 220 causas que fueron acumuladas a expedientes principales (en algunos casos, «megacausas») en distintas instancias de la investigación. Dicha política fue criticada por el exdictador Jorge Rafael Videla.
Altos funcionarios pertenecientes a la dictadura del período 1976-1983, fueron juzgados y condenados en distintas provincias por crímenes contra la humanidad.

### Infraestructura y transporte

#### Energía

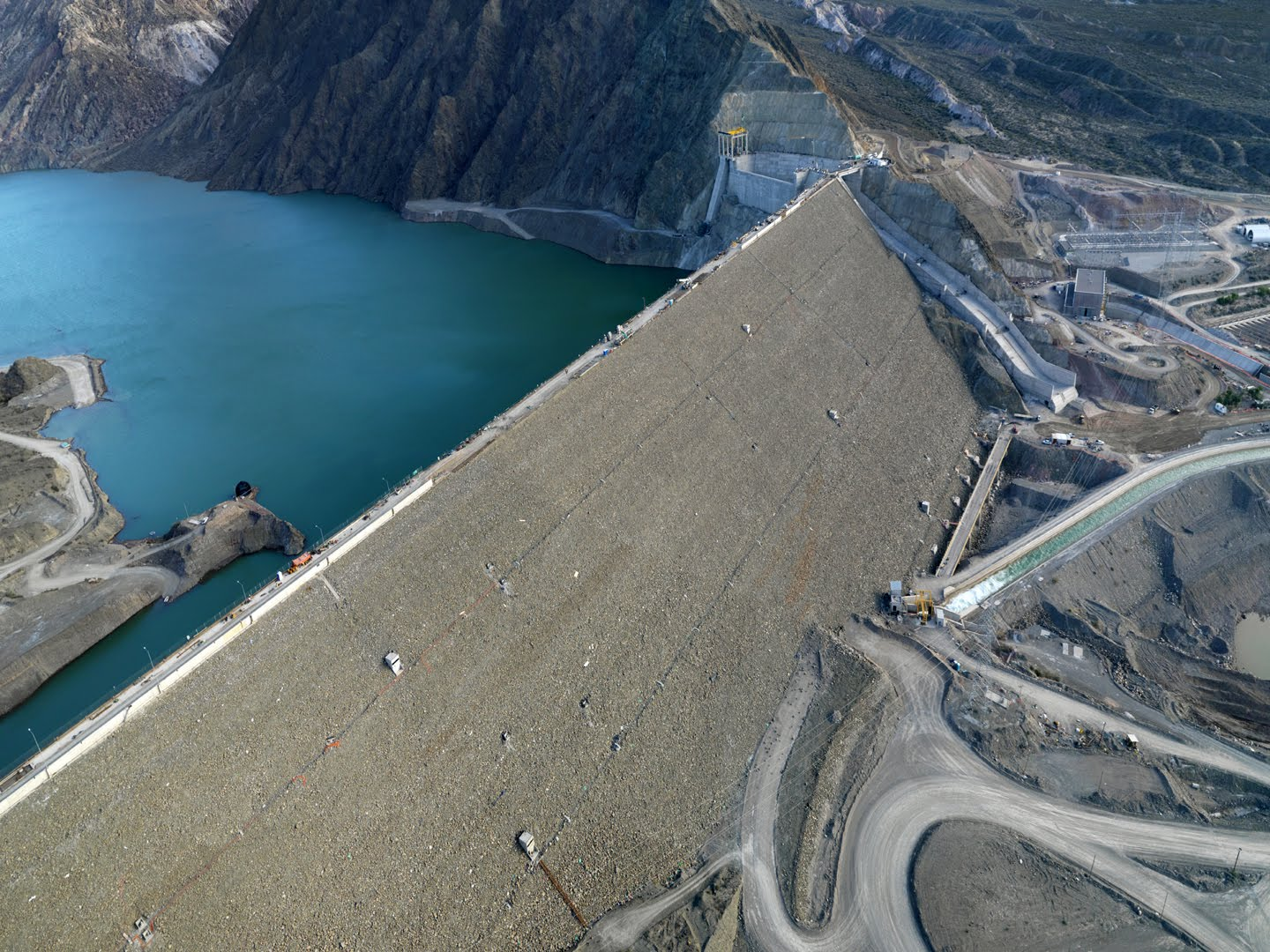
Represa Punta Negra, inaugurada en 2013.

La política energética continuó con el Plan Energético Nacional 2004-2019 que había impulsado Néstor Kichner durante su presidencia. Este plan implicaba la diversificación de la matriz energética con la inclusión de renovables y la construcción de decenas de nuevas centrales eléctricas que se unieron al Sistema Interconectado Nacional. Para 2014 la energía nuclear representó el 1,71 % de la matriz energética mientras que las renovables representaron el 11,16 %. Uno de los primeros programas en materia energética del gobierno fue el reemplazo total a nivel nacional de las lámparas incandescentes por las de bajo consumo lanzado el 21 de diciembre de 2007; como consecuencia descendieron los consumos de energía eléctrica.
Entre las obras realizadas se concluyó junto al Paraguay la construcción de la represa de Yacyretá; se concluyó el proyecto de la central nuclear Atucha II; se instalaron casi 4500 kilómetros de líneas de extra alta tensión (LEAT) y alrededor de 5000 km de alta tensión (AT) y media tensión (MT); se amplió la central termoeléctrica Modesto Maranzana; se inauguró la central Guillermo Brown, ubicada en las afueras de la ciudad bonaerense de Bahía Blanca; se inició la construcción de la primera turbina termoeléctrica a carbón de la Argentina; se inauguró la central termoeléctrica de Río Turbio; se impulsó la construcción el Gasoducto del Noreste, que llevará gas natural a las provincias de Chaco, Corrientes, Formosa, Misiones, norte de Salta y norte de Santa Fe únicas zonas del país que todavía no contaban con este servicio; se construyó el parque Loma Blanca IV, en inmediaciones de la ciudad de Rawson, uno de los más importantes de energía eólica de Sudamérica; se habilitó el Parque Eólico El Tordillo, ubicado a 40 km al oeste de Comodoro Rivadavia.

##### Expropiación de Repsol YPF
En 2012 el Estado argentino expropió el 51 % de las acciones de la petrolera española Repsol YPF recuperando la petrolera YPF S. A. (privatizada en 1998). Como consecuencia de esta expropiación, con fecha 31 de marzo del 2023, la jueza Loretta Preska de la Corte del Distrito Sur de Manhattan, falló contra el Estado argentino a pagar una suma que podría ascender a un monto de entre 8500 y 20.000 millones de dólares, a favor de Burford Capital, un bufete de acción global que cotiza en la bolsa de Londres
Bajo la gestión estatal, la empresa cuadruplicó los pozos de exploración respecto del promedio de los tres años anteriores, y aumentó la perforación de pozos de explotación de 290 anuales, entre 2009-11, a 384 en 2012, un 33 % más. Si se compara el período junio de 2012-mayo de 2013 con el año inmediato anterior, los pozos exploratorios pasaron de 21 a 31, un crecimiento del 48 %, y los de explotación de 363 a 478, 32 % más. Hacia el año 2015 YPF alcanzó un 62,5 % de participación de mercado argentino de naftas premium y 55,7 % de nafta súper. En diciembre de 2012, Cristina Kirchner anunció la creación de la empresa YPF Tecnología S.A. (Y-TEC), cuyo objetivo es el desarrollo tecnológico en el sector de petróleo y gas. El capital accionario de la empresa está constituido por un 51 por ciento por YPF y 49 por ciento por el CONICET.

#### Saneamiento
En el ámbito del AMBA se realizaron obras de saneamiento a través de la empresa Agua y Saneamientos Argentinos (AySA) que había sido reestatizada unos años antes durante la presidencia de Néstor Kirchner. El plan llevado adelante por AySA implicó entre los años 2007 y 2015 una inversión ejecutada de $ 26 174 millones, 727 obras terminadas que benefician a 8 millones de personas dentro del área de concesión de la empresa. Se realizó la instalación de 302.645 conexiones de agua y 221.130 conexiones de cloacas en el período 2006/2012. Además, la empresa inauguró el primer módulo de la planta potabilizadora Juan Manuel de Rosas en Tigre, sobre el Río Paraná, y la Depuradora de Líquidos de cloaca del Bicentenario, en Berazategui.
La cobertura de agua potable que en 2003 era del 71,1 % de la población pasó al 82 % en 2015, incorporando 3 881 047 habitantes. Mientras que la cobertura de cloacas pasó del 43,1 % en 2003, al 54,4 % en 2015, incorporando al servicio a 3 130 225 habitantes.

#### Transporte
La gestión de Cristina Fernández continuó las obras y planes lanzados durante la administración del presidente Néstor Kirchner cuando se lanzó un Plan Vial Nacional, se construyeron 1300 km de nuevas carreteras, pavimentaron 4100 km de rutas nacionales y cubrir con obras de mantenimiento la totalidad de la red vial nacional. Además, se llevó la cobertura de obras de mantenimiento a la totalidad de la red vial pavimentada, cuando en el 2003 solo se alcanzaba a cubrir el 50 % de la misma. Gracias a estas inversiones desde 2003 al año 2014 produjo un crecimiento del 130 % de la red vial argentina.
En 2008, se crea la Agencia Nacional de Seguridad Vial, y se produjo una reducción en el primer año la cantidad de accidentes fatales más de un 9 % entre 2008 y 2009. En 2012 la Organización Mundial de la Salud (OMS) indicó que el número estimado de muertes en accidentes de tránsito cada 100 000 habitantes en la Argentina era de 12,6 (el más bajo de Sudamérica).
En materia de trenes se inauguraron las terminales de Mar del Plata (2011) y Rosario Sur (2015). En 2012 se puso en marcha un nuevo servicio hacia el sur de la provincia de Buenos Aires, siendo la terminal la ciudad de Tandil, atravesando San Miguel del Monte, Cañuelas, Las Flores y Rauch. En 2014 se iniciaron los trabajos para la electrificación del ramal La Plata y de los ramales a Temperley y La Plata. En el marco del corredor ferroviario Buenos Aires –Rosario, se realizó la renovación total de 558 kilómetros de vía ascendente y descendente. En 2013 se adquirieron 409 coches eléctricos para las líneas Mitre y Sarmiento a la empresa china CSR Sifang. En mayo de ese mismo año, firmó con la misma empresa un nuevo contrato por 300 coches eléctricos para la línea Roca.
En 2008, por iniciativa de la presidenta, el Estado compró las empresas Aerolíneas Argentinas (ARSA) y Austral Líneas Aéreas (privatizadas en 1987 y 1990 respectivamente), recuperando la aerolínea de bandera por 600 millones de dólares. AA fue considerada como una de las aerolíneas más seguras del mundo. De 2009 a 2015 ARSA perdió un promedio de 678 millones de dólares por año.

### Relaciones exteriores
Las relaciones exteriores de Argentina durante el gobierno de Cristina Fernández de Kirchner mostró una continuidad de la política de su predecesor, de marcado corte autonomista que fue reforzada por la profundización del Mercosur y la relación con los países asociados, Chile y Bolivia, sobre la base de relaciones equilibradas e igualitarias entre los países. Mantuvo una relación estrecha con los presidentes Lula da Silva, Dilma Rousseff, Hugo Chávez, Evo Morales, José Mujica y Rafael Correa. Se avanzó con nuevos mecanismos de integración regional con la creación de la Unión de Naciones Suramericanas (UNASUR) en 2008 y la Comunidad de Estados Latinoamericanos y Caribeños (Celac) en 2010. Durante su mandato la Unasur jugó un papel importante en la crisis política en Bolivia de 2008, la crisis diplomática entre Colombia y Venezuela de 2010 y en la crisis política de Ecuador de 2010 conocida como 30S
Un rasgo transversal de la política exterior fue la incorporación de la defensa de los derechos humanos mediante la participación activa del país en los organismos internacionales como la Organización de las Naciones Unidas.   
En 2009 la Cancillería argentina presentó a las Naciones Unidas un pedido de expansión de la plataforma continental, que abarca un área de 1 782 500 km², equivalente a más de la mitad del territorio emergido, aplicando las reglas establecidas en la Convención de las Naciones Unidas sobre el Derecho del Mar (CONVEMAR), vigente para Argentina desde 1995. El área reclamada se corresponde también con la zona en la que se encuentran las Islas Malvinas y demás islas del Atlántico Sur sobre las que Argentina mantiene una disputa de soberanía con el Reino Unido. En marzo de 2016 las Naciones Unidas aprobó la petición argentina por unanimidad.  
El gobierno encontró un alto respaldo a la cuestión de las Islas Malvinas, que nuevamente fue enarbolada como tema prioritario de la política exterior argentina. La expresa identificación del tema en los documentos de los foros como UNASUR, América del Sur-Países Árabes (ASPA), América del Sur-África (ASA), el G77+China y la CELAC, indican el interés del gobierno argentino por evidenciar el aval internacional al reclamo sobre la soberanía de las islas.

#### Soberanía de las islas Malvinas

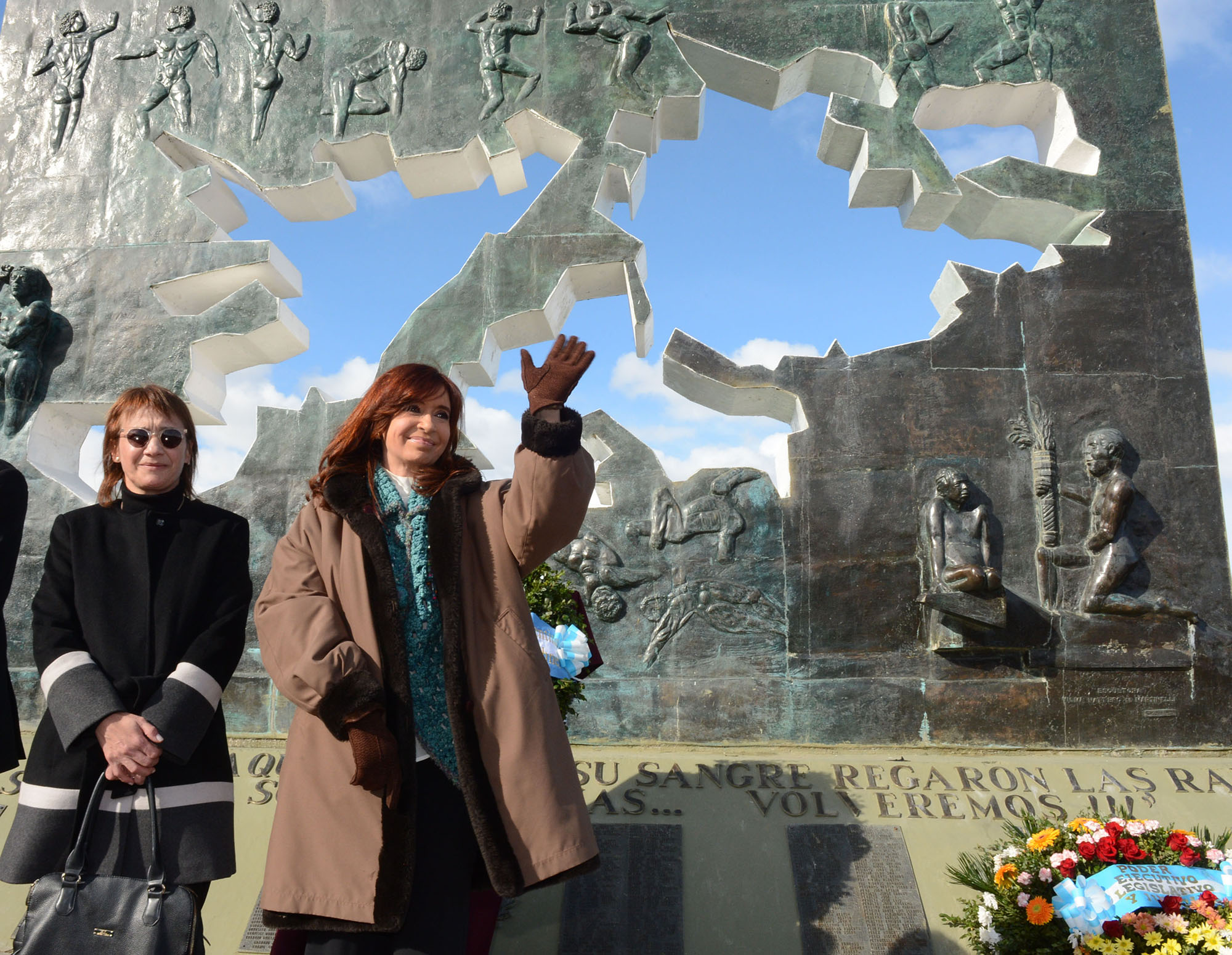
Fernández en un monumento a los caídos en la Guerra de Malvinas.

En lo que respecta a la soberanía de las Islas Malvinas, como los presidentes que la precedieron, Cristina Fernández ha mantenido una constante presencia en la Organización de las Naciones Unidas, quien siempre ha fallado favorable a Argentina, incluyendo a las islas entre los territorios no autónomos a ser descolonizados bajo supervisión de dicha organización. Ante la escalada de tensión por la exploración petrolífera de las mismas por parte de Gran Bretaña, la presidenta respondió con una prohibición de utilizar puertos argentinos para proveer bienes a las islas Malvinas, posición apoyada por la Unasur en su conjunto; asimismo el congreso[¿cuál?] aprobó la Ley Gaucho Rivero que prohíbe la permanencia, el amarre y el abastecimiento de barcos con la bandera británica de las Islas Malvinas, la bandera del Reino Unido y de otras colonias británicas en los puertos.

### Salud y ambiente
La política ambiental del gobierno de Cristina Kirchner tuvo como ejes la reglamentación de las leyes de bosques en 2007 y sanción de la ley de glaciares en 2010. Sobre esta última, la presidenta había vetado la ley original de 2008 aduciendo que las actividades que ordenaba dicha ley, al disponer sobre recursos provinciales, excedía el alcance de las facultades reservadas a la Nación en el artículo 41 de la Constitución Nacional.
Entre el mandato de Néstor Kirchner y el suyo se crearon ocho Parques Nacionales, aumentando la superficie protegida de territorio nacional un 24 por ciento. Se crearon el parque nacional Campos del Tuyú (Buenos Aires), el parque interjurisdiccional marino Makenke (Santa Cruz), el parque nacional Bosques Petrificados de Jaramillo (Santa Cruz), el parque nacional El Impenetrable (Chaco), el parque nacional Patagonia (Santa Cruz) y la reserva nacional Pizarro en la provincia de Salta.
A partir de 2008 el país disminuyó la cantidad de gases contaminantes generado; debido, entre otras razones, a la caída en la producción ganadera, la leve baja en la deforestación y al crecimiento poblacional. La tendencia al descenso que empezó en 2008 se mantuvo en los siguientes años, según datos del Inventario de Gases de Efecto Invernadero (GEI) de la Convención Marco de las Naciones Unidas sobre el Cambio Climático.
Durante su gestión en el año 2015 se incorporaron tres nuevas vacunas al calendario de vacunación nacional, siendo las mismas contra el rotavirus, la varicela y contra el meningococo. También se aprobó la Ley de Obesidad y Trastornos Alimentarios, con objeto de esta normativa es exigir a las obras sociales y empresas de medicina prepaga la inclusión dentro del Programa Médico Obligatorio (PMO) la atención, prevención y tratamiento de estas afecciones.
En diciembre de 2007, se estableció el Programa Nacional de Control de Tabaco, prohibiéndose la venta a menores de edad.

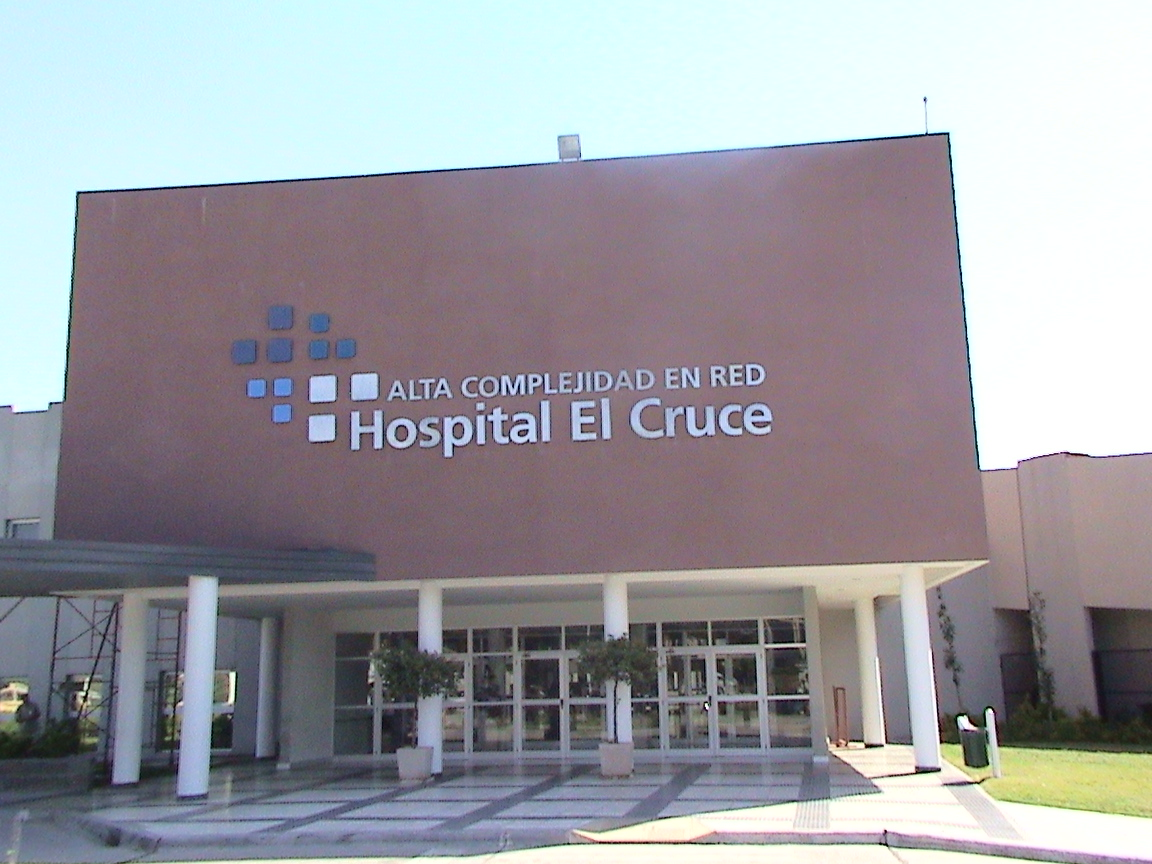
Hospital El Cruce.

En cuanto a la política sanitaria: se creó el plan Sumar, un plan integral de salud que atiende a niños hasta los 19 años y mujeres hasta 64 años sin obra social; se sancionó la Ley de Reproducción Médicamente Asistida, por la cual se garantiza el acceso gratuito a los tratamientos médicos necesarios para la fecundación e implantación de embriones así como su criopreservación.
Asimismo se inauguraron varios hospitales, entre ellos el Hospital El Cruce - Néstor Kirchner.

### Seguridad
Durante su mandato se lanzaron diferentes operativos de seguridad, como el Operativo Cinturón Sur, en la Ciudad Autónoma de Buenos Aires para la cooperación entre los cuerpos policiales y las fuerzas de seguridad federales; el Operativo Centinela, en el conurbano se desplegaron efectivos de la Gendarmería Nacional; Operativo Escudo Norte, para combatir el narcotráfico, la trata de personas y el contrabando en el norte del país, en el que se usaron radares militares para la identificación, el seguimiento y su captura; Operativo Vigía, controles de personas, cargas y encomiendas en el transporte público de pasajeros de larga distancia. Asimismo, se lanzó el Programa Federal de Colaboración y Asistencia para la Seguridad, cuyo principal objetivo es poner a disposición de las jurisdicciones provinciales y de la ciudad de Buenos Aires aquellas herramientas y recursos que coadyuven al combate del delito y la criminalidad y permitan asimismo generar ámbitos de coordinación y relación interjurisdiccional.
Durante su gestión, asimismo, se llevaron a cabo políticas de género en las fuerzas de seguridad y armada: fueron nombradas, por primera vez en la historia, las primeras subcomisarias de la Policía Federal; fue creado el Centro Integral de Género en las fuerzas de seguridad de Argentina; se aceptó la llegada de oficiales transexuales y transgénero a las fuerzas de seguridad, se instruyó a las fuerzas policiales y de seguridad federales a respetar la identidad de género, tanto de los agentes de los distintos organismos como de cualquier ciudadano.
Otro punto nodal de la gestión fue el trabajo contra la trata de personas y la prostitución infantil; se sancionó la Ley 26.364 de Prevención y Sanción de la Trata de Personas y Asistencia a sus Víctimas; se creó la Oficina de Rescate y Acompañamiento a las personas damnificadas por el Delito de Trata; se creó la Oficina de Monitoreo de Publicación de Avisos de Oferta de Comercio Sexual (OM); se reformó de la Ley de Trata, que elevó las penas para los explotadores; promulgó la ley 27 046, que obliga a colocar en aeropuertos, terminales de micros, pasos fronterizos y medios de transporte público una leyenda contra la trata; se eliminó la posibilidad de que se extinga la pena a un violador si su víctima acepta casarse con él, figura conocida como avenimiento. Según cifras divulgadas por el Ministerio de Seguridad en abril de 2015, hubo 6,6 homicidios cada 100 000 habitantes, una reducción del 12 % desde 2003, cuando la violencia llegó a tope, en medio de una fuerte crisis económica.

### Defensa
En 2009 compró Lockheed Martin Aircraft Argentina S. A. (LMAASA) por 110 millones de dólares, recuperando la planta de Córdoba que había sido privatizada en 1995. Fue renombrada como Fábrica Argentina de Aviones «Brigadier San Martín» S. A. (FAdeA). En 2013 FAdeA presentó un avión IA-63 Pampa III, proyectando la construcción de 40 unidades antes del final de 2015, y una maqueta del entrenador Unasur I. Finalmente no se produciría la construcción de ninguna unidad del Pampa III hasta 2016. En 2015 una auditoria reveló un déficit de 1401 millones de pesos argentinos en FAdeA.

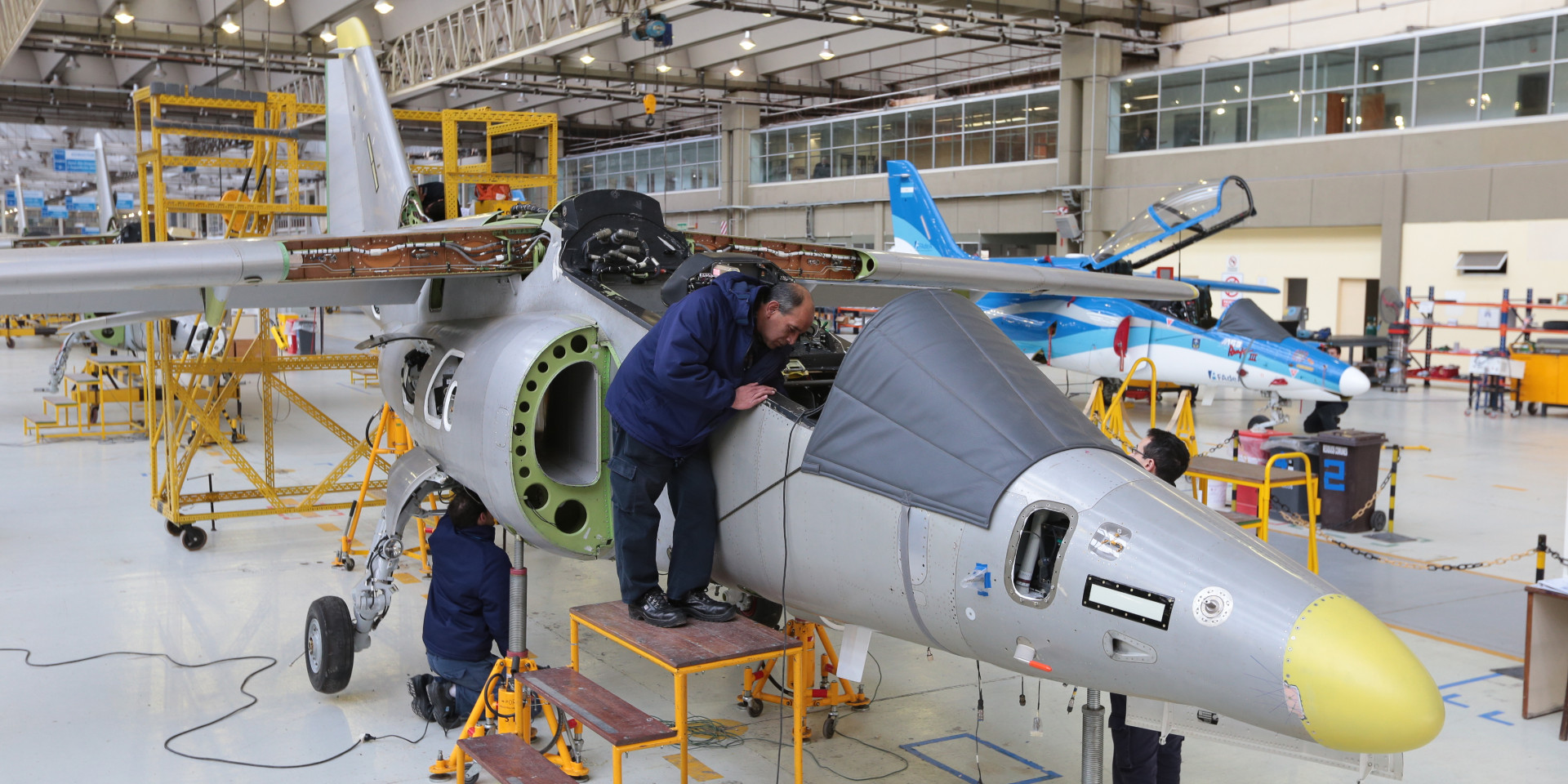
Línea de producción del avión FAdeA IA-63 Pampa.

En 2011 el Ministerio de Defensa adquirió en Rusia dos helicópteros Mil Mi-171E para la fuerza aérea; y en 2015 compró cuatro buques auxiliares: Puerto Argentino, Estrecho de San Carlos, Bahía Agradable e Islas Malvinas.
En 2015 el Senado aprobó el ascenso a general de brigada de María Isabel Pansa propuesta por Fernández, convirtiéndole en la primera general mujer de la historia del Ejército Argentino.

### Trabajo, empleo y seguridad social

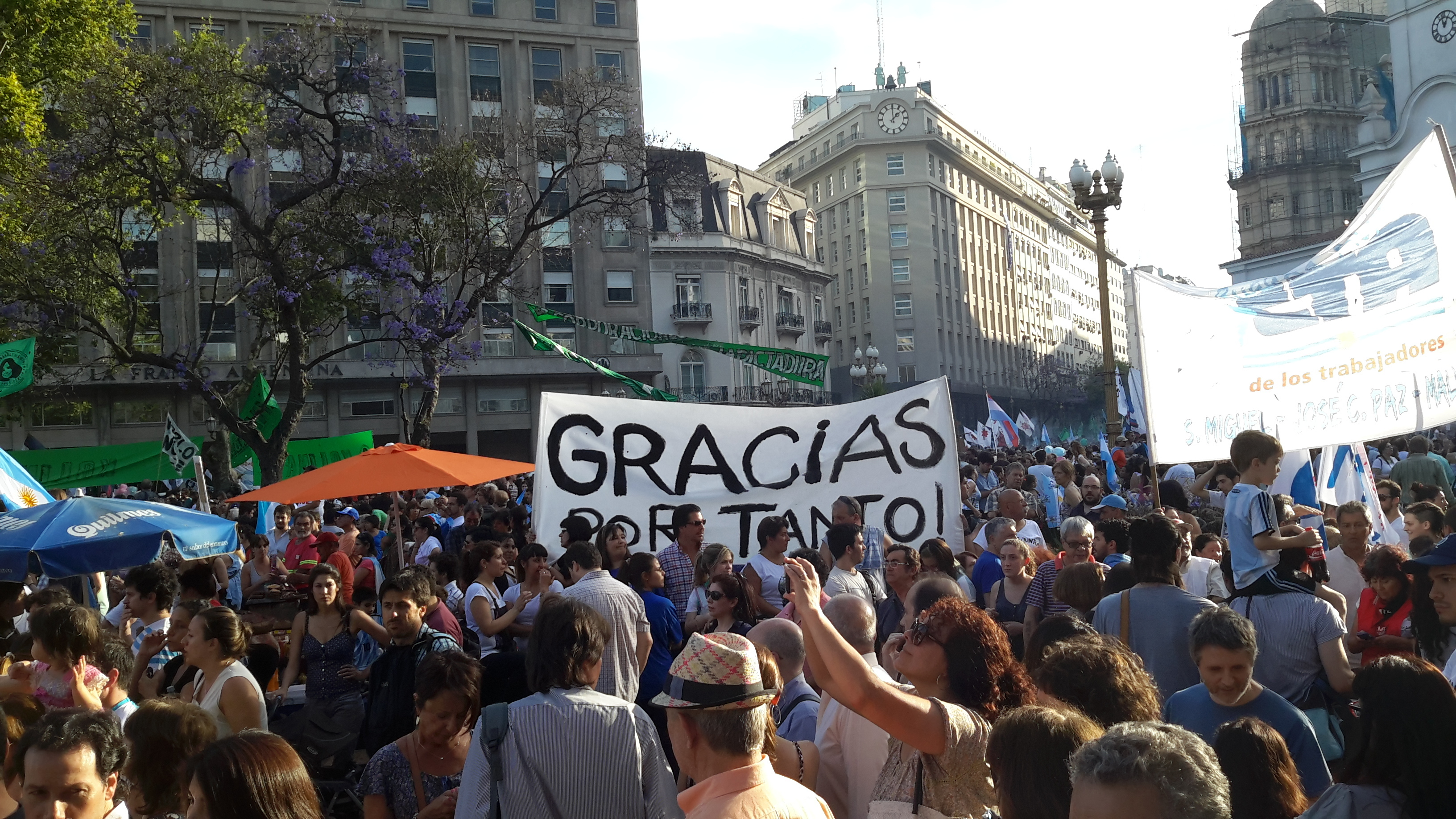
Manifestación en apoyo a Cristina Fernández, el último día de su mandato presidencial.

La política laboral del gobierno de Cristina Kirchner consistió en profundizar la negociación colectiva para regular las relaciones laborales, política iniciada por el presidente Néstor Kirchner. Se pasó de homologar 200 convenios, básicamente de empresas, a registrar en 2014 cerca de 2000 acuerdos de actividad y de empresa. Más del 90 % de los convenios se realizaron por rama de actividad económica (y subrama) y los restantes por empresa.
En el período 2003-2014 con el Plan Nacional de Regularización del Trabajo (PNRT) se fiscalizaron cerca de 1,4 millones de establecimientos que incluyen a más de 4 millones de trabajadores inspeccionados. Durante el período 2003-2014 la cobertura de los empleadores asegurados se incrementó un 100 % y los trabajadores cubiertos aumentaron un 88 %. Se llegó al récord histórico de casi 9 millones de trabajadores cubiertos por el sistema. La cantidad de trabajadores registrados fue la mayor en 38 años, aunque más del 30 % de la población activa seguía en condiciones precarias.
El salario mínimo creció 1338 % en 10 años, siendo según la presidenta un «salario testigo» ya que «todos los convenios están por encima». Entre otras políticas se destacan los microcréditos para empresarios —320 000 hasta 2013— y el Plan Argentina Trabaja —que incrementó la cantidad de cooperativas en más de 6600—. También se aumentaron las indemnizaciones por riesgos del trabajo, modificando el régimen legal y eliminando el tope máximo que había impuesto la legislación anterior.

#### Distribución y previsión
La política llevada a cabo por el gobierno de Cristina Fernández fue fuertemente distributiva. En 2009 se creó la Asignación Universal por Hijo, que consiste en una transferencia que el Estado hace a los padres por cada hijo de entre 12 semanas de gestación y los 18 años. Luego se le sumó la Asignación Universal por Embarazo. Esta medidas posicionaron a Argentina como el país con mejor y más amplia seguridad social de Latinoamérica. Según un informe de 2011 de la Comisión Económica para América Latina y el Caribe, la pobreza se ubicaba en 5,7 %, lo que significa una reducción significativa desde los 33,8 puntos porcentuales de pobreza que había al iniciar su mandato, ubicándose como la más baja en América Latina, por delante de Uruguay (6,7 %). La indigencia disminuyó del 7,2 al 1,9 %, siendo la segunda más baja de la región.
Además, según informes del Banco Mundial, entre 2003 y 2009 Argentina duplicó su clase media, pasando de 9,3 millones a 18,6 millones de personas, casi la mitad de la población.
A estas medidas distributivas, se le sumaron las políticas previsionales. En 2008, se logró la estatización de todos los fondos jubilatorios y poner fin al sistema de AFJP (Administradoras de Fondos de Jubilaciones y Pensiones). De acuerdo con un informe de la Anses publicado a mediados de 2011, el capital del Fondo de Garantía de Sustentabilidad se había duplicado desde la estatización de las AFJP y el fondo para resguardar el pago de jubilaciones superó los 200 000 millones de pesos. La cifra es más del doble de lo que habían acumulado las AFJP durante catorce años de administración privada. Al mismo tiempo, se crearon moratorias previsionales para incorporar a alrededor de dos millones y medio de personas lo que acompañado de dos aumentos anuales, generaron una redistribución hacia sectores de bajos ingresos y colocó a Argentina en el primer lugar de América Latina en cobertura previsional.
Desde el gobierno del expresidente Néstor Kirchner en 2003 hasta agosto de 2012, el aumento nominal para los jubilados fue del 1253 %.

### Críticas y elogios
Sus políticas han sido objeto de debate, con críticas y elogios, según la óptica ideológica del observador, por diversos motivos, entre ellos la intervención estatal en la economía y las nacionalizaciones del Correo Argentino, Aerolíneas Argentinas, YPF y las AFJP la limitación para la fuga de capitales, la oposición a los tratados de libre comercio, el memorándum con Irán, los subsidios a la energía, el uso de reservas para pagar la deuda externa, los planes de asistencia a la pobreza, el reconocimiento de derechos jubilatorios para amas de casa y trabajadores informales, la sanción de impuestos a las ganancias extraordinarias, la sanción de impuestos a los trabajadores con salarios más altos, una política de tolerancia y no criminalización de la protesta social, el respeto de las garantías constitucionales (garantismo) en la política de derechos humanos, el apoyo activo el enjuiciamiento de los responsables de crímenes de lesa humanidad, la estrategia dura ante el Reino Unido en el reclamo de soberanía de las Islas Malvinas, entre otras.
Periodistas de La Nación criticaron su gobierno por el «capitalismo de amigotes», por el cual se habrían beneficiado a empresarios que catalogaron como «cercanos al Gobierno».

### Conflictos

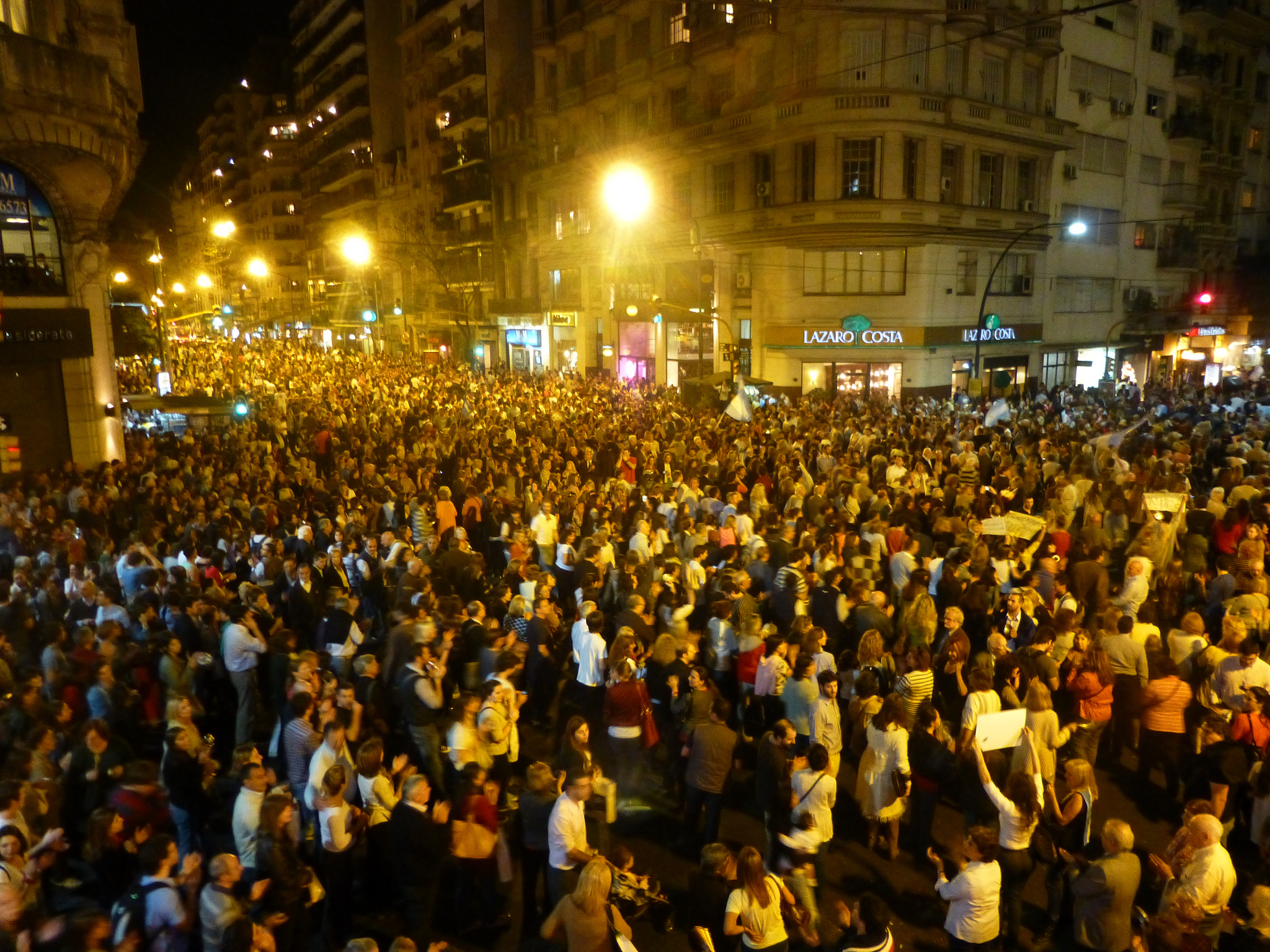
Cacerolazo contra el gobierno de Cristina Fernández de Kirchner en septiembre de 2012.

El gobierno de Cristina Fernández de Kirchner tuvo varios conflictos que marcaron su paso por el Poder Ejecutivo.
En 2008, se produjo un lock out patronal agropecuario en respuesta a un decreto que establecía un nuevo sistema de retenciones móviles a las exportaciones de soja, girasol incrementándolas y una baja para las de maíz y trigo. rechazado por cuatro organizaciones que reúnen al sector empleador de la producción agro-ganadera el 13 de marzo de 2008, declararon un paro patronal (lockout) con bloqueos de rutas, que se extendería 129 días. el proyecto fue elevado al Poder Legislativo. En la Cámara de Senadores, la votación fue desempatada por el vicepresidente de la Nación, quien rechazó el proyecto de ley enviado por el Poder Ejecutivo, que había sido previamente aprobado con modificaciones por la Cámara de Diputados. se dio un conflicto que llevó a una ruptura de la alianza entre ambos y a un realineamiento político de un sector de los llamados radicales K, liderados por Cobos, que se ubicó en la oposición mismo sin dejar de ocupar el cargo de vicepresidente.
Desde el conflicto por las retenciones móviles, el Grupo Clarín mantuvo una línea editorial crítica contra Cristina Kirchner. Después de que se aprobase la Ley de Servicios de Comunicación Audiovisual, en 2009, la Sociedad Interamericana de Prensa —que nuclea a los empresarios de los medios más poderosos del continente americano— la criticó duramente por actos sospechosos en contra de La Nación y Clarín; también criticó la nueva Ley de medios, y comparó a Argentina con Cuba, Venezuela y Ecuador, naciones que llevaron a cabo dicha ley.
A partir de la mitad de su segundo mandato, hubo diversas manifestaciones de protesta contra Cristina Fernández. Las consignas y reclamos fueron principalmente contra la corrupción, la inflación, la inseguridad, los presuntos avances contra la justicia y el supuesto proyecto de modificar la Constitución para permitir una reelección de la presidenta. A la última manifestación se le sumó también el pedido de justicia por la muerte del fiscal Alberto Nisman. En las manifestaciones se dieron casos de violencia contra el Gobierno, sus funcionarios y sus adeptos. También fueron agredidos periodistas que cubrían dichas marchas.

### Imagen del gobierno

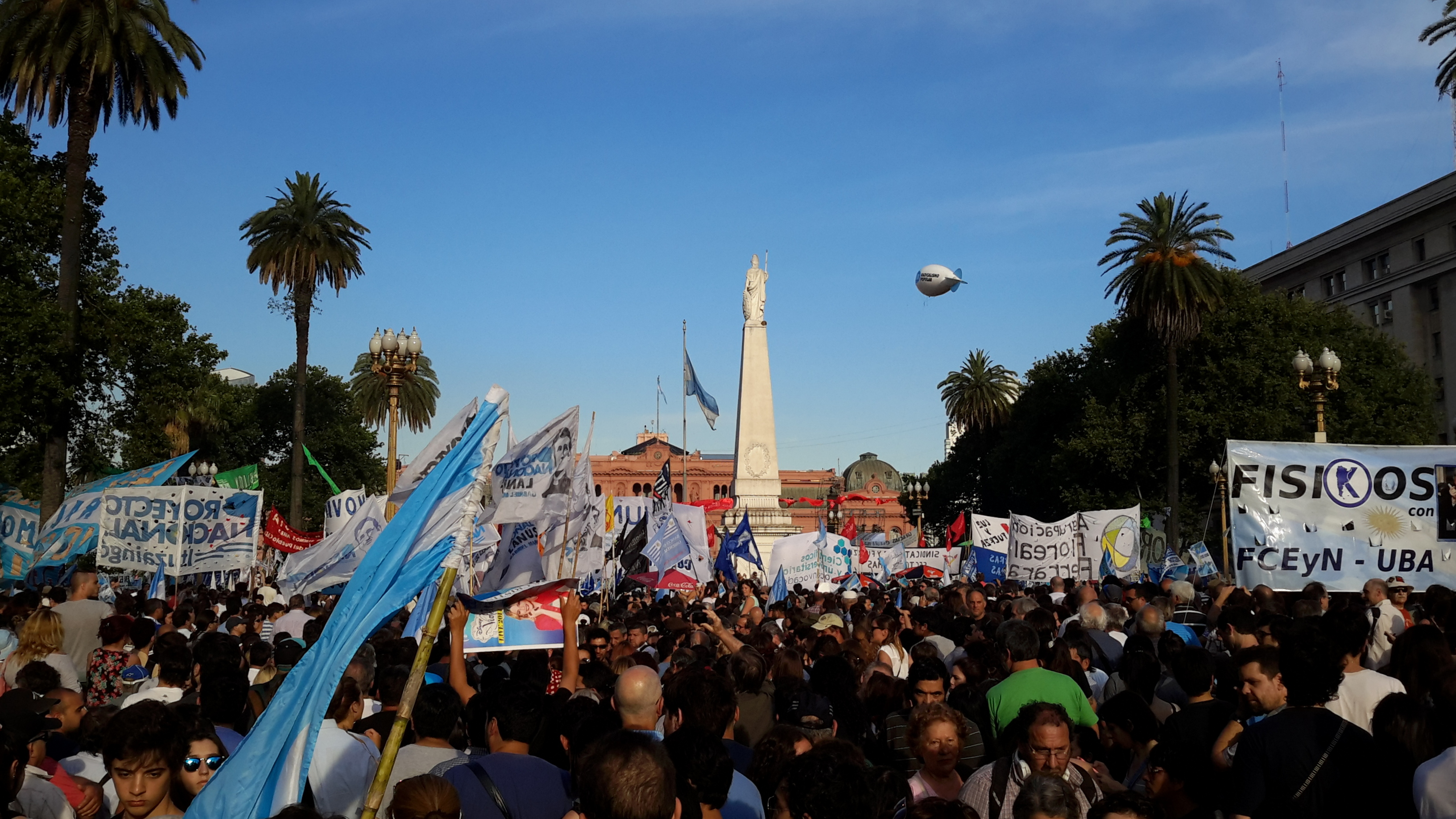
El último día de su mandato, una manifestación de agradecimiento reunió cientos de miles de manifestantes en la Plaza de Mayo.

Durante su gestión, la imagen presidencial fue fluctuante. El paro de las patronales agropecuarias de 2008 y la derogación del sistema de retenciones móviles por el Congreso significaron una importante caída de la imagen de Cristina Kirchner, sobre todo entre los sectores medios y altos. En diversas oportunidades, medios de comunicación y políticos opositores afirmaron que se trataba del «fin del kirchnerismo». El final de su mandato, en 2015, se trató de la transición con mayor nivel de apoyo desde la vuelta de la democracia en 1983, con una masiva manifestación en su apoyo.

### Traspaso presidencial de 2015
Al momento del traspaso presidencial de 2015 (el 10 de diciembre), la jueza Sevini resolvió que el mandato de Fernández finalizaba a las 23:59 horas del 9 de diciembre designando a un presidente interino desde las 00:00 hasta las 12:00 del 10 de diciembre que entregó el mando a Macri. Sin embargo, Fernández fue objeto de duras críticas de sus opositores por no hacer la entrega de los atributos de mando.

## Senadora de la Nación (2017-2019)
En 2017, Kirchner asumió como Senadora de la Nación Argentina por la provincia de Buenos Aires. En marzo de 2018, presentó junto a otros legisladores un proyecto de ley de prohibición para funcionarios públicos de tener participación en países de baja o nula tributación, es decir, paraísos fiscales. Asimismo, junto a Ana María Ianni, Nancy González y María de los Ángeles Sacnun, entre otros, presentó un proyecto de ley para declarar la «Emergencia Tarifaria para hogares, PYMES y cooperativas».

## Vicepresidencia de la Nación Argentina (2019-2023)

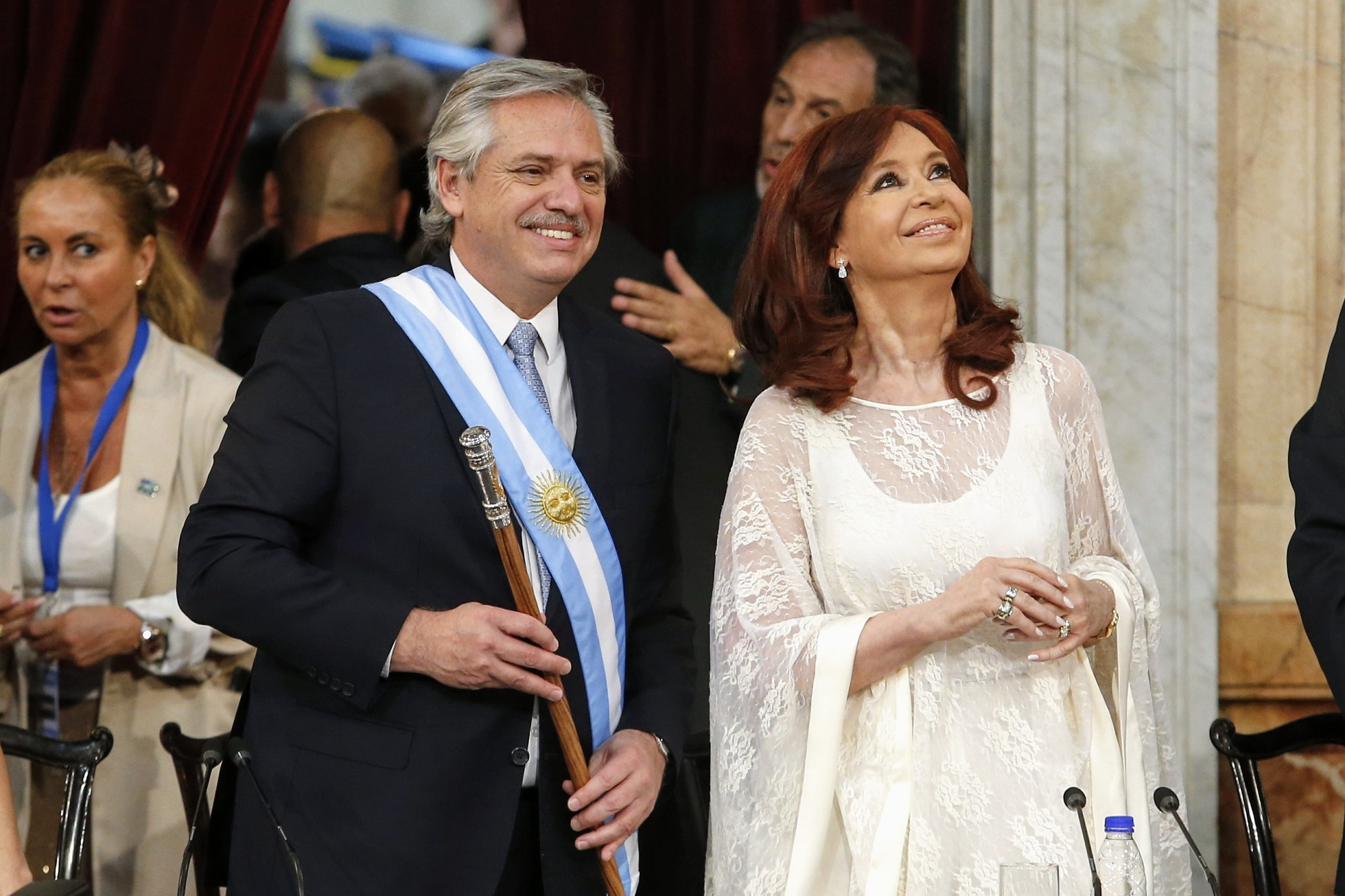
Kirchner en la asunción de Alberto Fernández como presidente y de ella como vicepresidenta de la Nación

Kirchner resultó ganadora en la fórmula integrada por ella y Alberto Fernández en las elecciones presidenciales de 2019, siendo electos como presidente y vicepresidenta, respectivamente, e iniciando su mandato el 10 de diciembre de ese año. Así, se convirtió en la tercera vicepresidenta mujer de la Nación Argentina, después de María Estela Martínez de Perón y de Gabriela Michetti.
Kirchner presidió su primera sesión en el Senado de la Nación Argentina el 20 de diciembre de 2019, en la cual se trataron temas económicos. A fines de enero de 2020, durante la visita de Alberto Fernández a Israel en la que participó del Foro mundial del Holocausto, Kirchner volvió a asumir la jefatura del Estado argentino de manera interina del 21 al 25 de enero. El 13 de mayo de ese mismo año, tras diferentes problemas técnicos, presidió la primera sesión del Senado realizada de manera virtual, a causa de la pandemia de coronavirus.
En marzo de 2021 Kirchner decidió renunciar a su sueldo de vicepresidenta, después de obtener la mensualidad correspondiente a su estado de expresidenta.

### Intento de asesinato

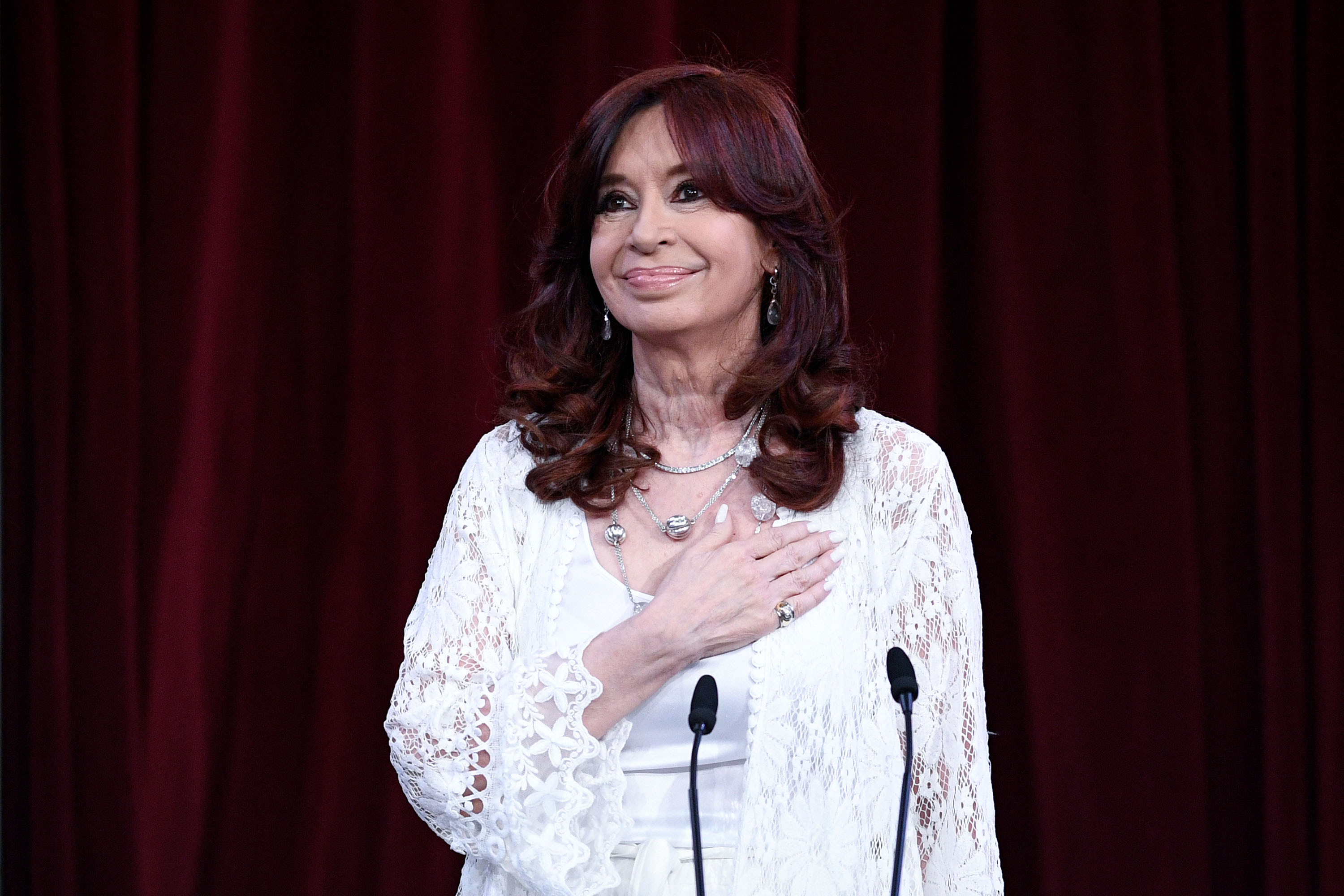
Kirchner presidiendo la apertura de las sesiones ordinarias del año 2022

### Presidencia del Senado

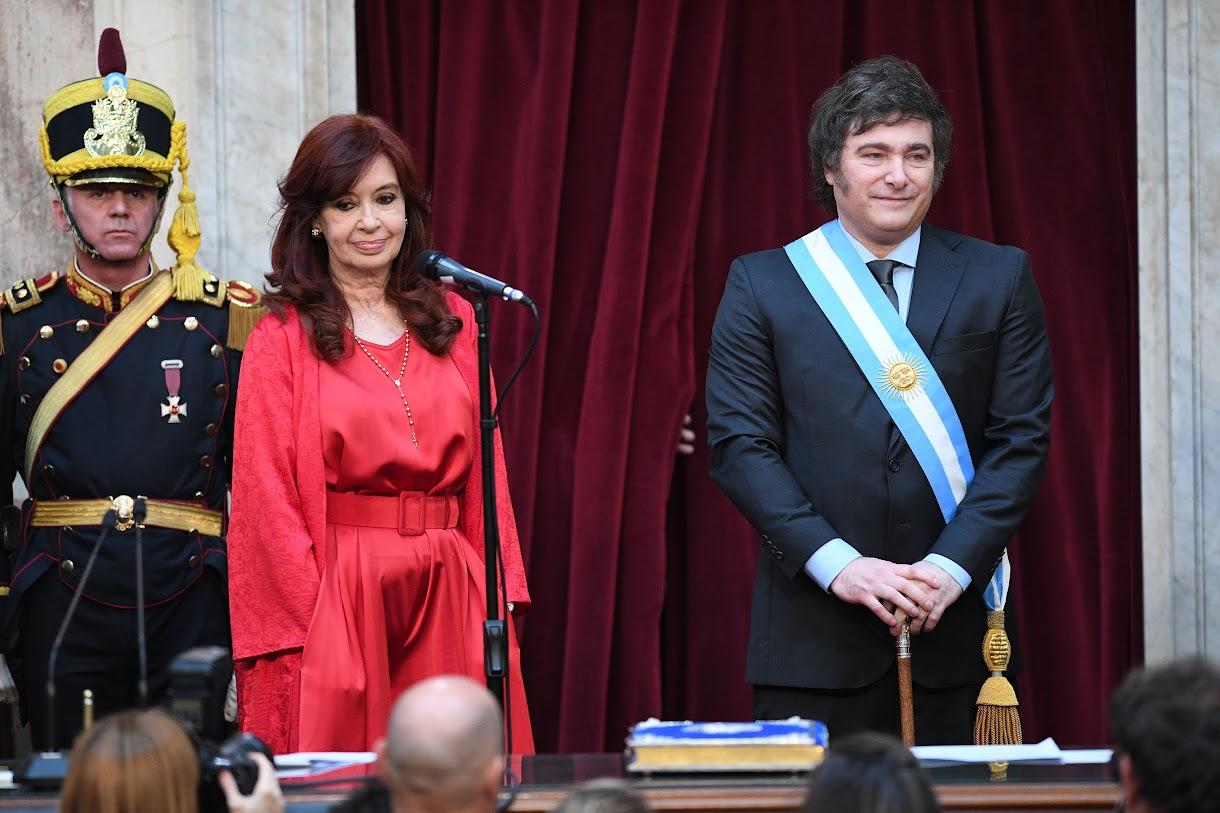
Cristina Fernández de Kirchner tras el juramento de Javier Milei a la presidencia.

Como establece la Constitución de la Nación Argentina, Fernández de Kirchner, en su carácter de Vicepresidenta, fue presidenta del Senado de la Nación Argentina. Según le destacó a su sucesora, Victoria Villarruel, recibió la obra social del personal legislativo (DAS) con un déficit de $390 millones y a 2023 logró superávit equivalente a 5 meses de prestación, al tiempo que mejoró las prestaciones. Asimismo, Fernández de Kirchner le destacó que en la actualidad el Senado cuenta con una nómina de empleados menor que la de la gestión anterior, encabezada por Gabriela Michetti, con 400 empleados menos.

## Patrimonio

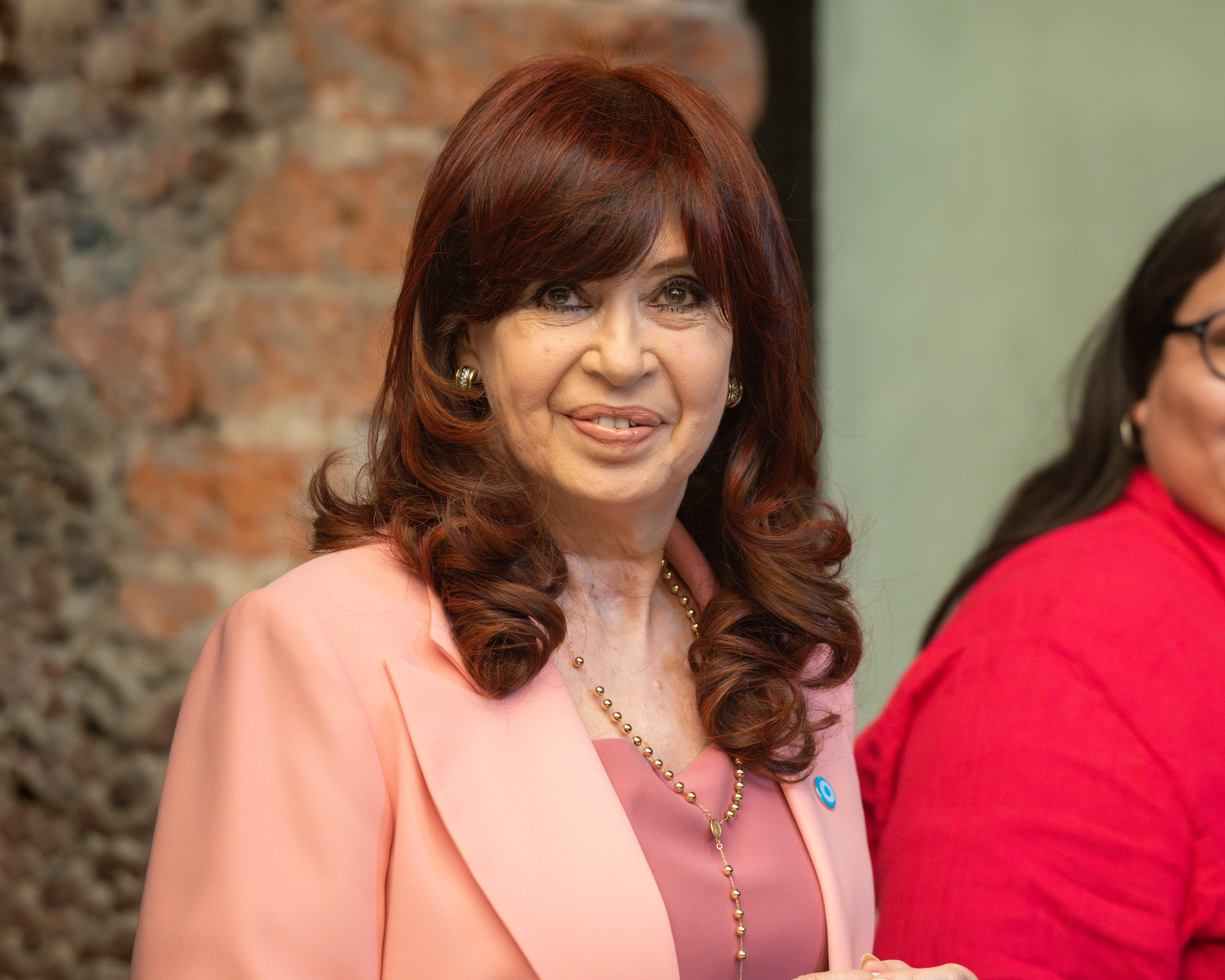
Cristina Fernández de Kirchner durante una visita a Ciudad de México en agosto de 2024.

Antes de su ingreso en la política en 1983, la pareja Kirchner había acumulado una pequeña fortuna a través de su estudio jurídico e inversión inmobiliaria, reflejada en 22 propiedades. Mientras Néstor cumplía como intendente y gobernador, esta tenencia incrementó a 24, mientras que en los años de sus presidencias, después de 2003, adquirieron 8 propiedades más. Diferentes estimaciones valúan el patrimonio compartido del 2003 en 7 millones de pesos, equivalentes a 2 474 780 dólares, mientras que el patrimonio individual de Cristina Fernández habría estado por sobre los 2 millones de pesos.
En 2005, el juez federal Julián Ercolini sobreseyó al matrimonio que había sido denunciado por presunto enriquecimiento ilícito entre los años 1994 y 2004. En la causa se investigaron los informes enviados por la Administración Nacional de Ingresos Públicos (AFIP), el Congreso Nacional y la Oficina Anticorrupción (OA), y se llegó a la conclusión que «el crecimiento que se fue evidenciando año tras año en el patrimonio de los investigados se halla respaldado por la evolución regular de los bienes que tenían con anterioridad a la asunción del cargo público y resulta coherente con el estilo de ahorro de las personas denunciadas». Posteriormente sería nuevamente investigada, tras lo cual fue sobreseída por encontrarse de parte del Cuerpo de Peritos Contadores de la Corte Suprema que «el incremento aparecía vinculado especialmente con la venta de 14 propiedades y terrenos» anteriormente declarados.
En 2013, la propia Cristina Fernández afirmó con respecto al aumento de su patrimonio que «no solo se investigó a fondo sino que también se designó al cuerpo de peritos de la Corte Suprema de la Nación para que realizara pericias contables, que duraron meses, y concluyeron que no se había cometido ningún acto ilícito, lo que obligó al juez a desestimar las denuncias».
En 2016 declaró 77,3 millones de pesos, equivalentes a 5 570 000 dólares, En septiembre de 2017, se hizo pública la declaración jurada que presentó al postularse como Senadora Nacional, donde figura que donó $74.000.000 a sus dos hijos, divididos en partes iguales.
Asimismo, el 24 de marzo del 2023, la Administración Nacional de Seguridad Social (ANSES) confirmó través de un comunicado que la vicepresidenta Cristina Kirchner percibe una doble pensión vitalicia por haber sido mandataria y por ser la viuda de Néstor Kirchner, lo cual es equivalente a 124 jubilaciones mínimas y 158 pensiones mínimas

## Causas judiciales
Luego de que Cristina Fernández terminara su mandato presidencial en 2015, se aceleraron causas judiciales en su contra que estaban en trámite desde varios años, varias de estas impulsadas por opositores a su gobierno. Esta acción ha sido caracterizada por ella como una «persecución judicial», calificación que ha sido compartida por diversas organizaciones y personalidades. Cristina Fernández, actualmente está procesada en 10 causas judiciales
En julio de 2016, afirmó que podría recurrir a la Comisión Interamericana de Derechos Humanos (CIDH) si persistía esta «ofensiva judicial» en su contra.
Fernández también afirmó que la ofensiva judicial en su contra ha sido una herramienta utilizada por el entonces presidente Mauricio Macri para acallar problemas del gobierno de este último.
En 2017 la Corte Suprema rechazó conceder la habilitación del Tribunal Oral Federal 9 (TOF9) que iba a llevar adelante dos juicios contra Cristina Fernández de Kirchner, cuestionando la ley impulsada meses antes que permite traspasar jueces de tribunales con distinta competencia.

### Causas cerradas por sobreseimiento
La causa por supuesta usurpación de título: En cuatro oportunidades, en 2007, 2010, 2013 y 2016, diferentes personas denunciaron ante la justicia la supuesta usurpación de título de Cristina Fernández. Las primeras tres veces, la causa fue archivada por «inexistencia de delito». Pero en 2016, el juez Bonadío abrió el caso y solicitó documentación a la Facultad de Ciencias Jurídicas y Sociales de la Universidad Nacional de La Plata. La Facultad envió al juzgado una copia certificada del libro de actas, una copia del documento que estaba en el legajo de Fernández de Kirchner y una copia de la planilla de inscripción e ingreso a la Facultad con la firma y una foto de la expresidenta. En junio de 2016, Cristina Fernández fue sobreseída de la causa.

#### Venta de dólares a futuro
El 30 de octubre de 2015 legisladores de Cambiemos denunciaron penalmente al presidente del Banco Central (BCRA), Alejandro Vanoli, y al ministro de Economía y Finanzas Públicas, Axel Kicillof por considerar que el Banco había realizado durante ese mes venta de dólares a futuro para los primeros meses de 2016 a un precio inferior al valor de mercado de ese momento, violando el artículo 18.º de su Carta Orgánica, Ley 24144, y la causa quedó radicada en el juzgado penal federal a cargo de Claudio Bonadío.
El 17 de diciembre, Federico Sturzenegger, nuevo presidente del BCRA del gobierno de Mauricio Macri, dispuso una devaluación cercana al 40 %. La defensa de Fernández argumentó que el juez Bonadío, a pedido del entonces presidente del BCRA Sturzenegger, «en dos oportunidades manifestó que no había ninguna medida restrictiva ordenada que impidiera el pago de los contratos que se investigan. Cabe preguntarse entonces ¿Cómo puede ser que se impute la comisión de un delito cuya supuesta consumación ha sido autorizada por el mismo magistrado a cargo de esta investigación?»
Entre las personas que habían comprado dólares a futuro se encontraban amigos y dirigentes del gobierno de Mauricio Macri y empresas asociadas a la oposición al gobierno de Fernández de Kirchner, como Mario Quintana, José Torello, Nicolás Caputo o Cablevisión.
En 2016, el juez Bonadío procesó a Cristina Fernández y a otros exfuncionarios por defraudación; la resolución la responsabilizó a título de «autoría mediata», aplicado en el pasado para procesar al dictador Jorge Rafael Videla. La Cámara Federal confirmó en procesamiento el 11 de noviembre de 2016.
En noviembre de 2016, Cristina Fernández solicitó que se "realice con «premura» el juicio oral y público" y el juez rechazó el pedido por improcedente Paralelamente, Bonadío fue imputado penalmente por el fiscal federal Jorge Di Lello junto al presidente del Banco Central, Federico Sturzenegger por habilitar el pago de los contratos dólar futuro incrementados tras la devaluación ordenada por el gobierno de Mauricio Macri.
Bonadío, Federico Sturzenegger, el vicejefe de Gabinete, Mario Quintana, y el director del Banco Central, Pablo Curat fueron denunciados por diputados nacionales krichenristas por «defraudación por administración infiel en perjuicio de la administración pública, abuso de autoridad y violación a los deberes de funcionario público; prevaricato por parte del juez y tentativa de estafa procesal y de privación ilegal de la libertad». En el primer caso porque habría cometido «prevaricato, al dictar resoluciones contrarias a la ley y fundadas en hechos falsos» y «tentativa de estafa procesal y de privación ilegal de la libertad mediante la alteración de la base fáctica de la causa con el propósito de dar sustento a medidas cautelares restrictivas de la libertad». En los últimos dos casos porque habrían «participado en la decisión de devaluar y de determinar el precio final de los dólares futuro tras haber celebrado contratos de dólares a futuro, con lo que habrían obtenido beneficios económicos de sus propias decisiones como funcionarios». También Bonadío fue denunciado por «no enjuiciar a los responsables de la devaluación que generó las pérdidas para el Estado nacional, y haber autorizado el pago de los dólares a futuro». Esta causa fue sobreseida en 2018 declarándose que en los hechos denunciados no había existido conducta delictual alguna. Cristina Fernández solicitó ante el Consejo de la Magistratura el juicio político a Bonadío. El 23 de marzo de 2017 el juez Bonadío dispuso elevar la causa original a juicio oral.
El 13 de abril de 2021 la Cámara Federal de Casación Penal dictó el sobreseimiento definitivo de todos los acusados. Sin embargo, el 2 de noviembre del 2022, el procurador Eduardo Casal solicitó a la Corte Suprema que se siga investigando a la Vicepresidenta, sobreseída en la causa por la Cámara de Casación en 2021. Ahora la Corte Suprema evaluará la opinión de la Procuración y deberá decidir si reabre o no la investigación.

#### Causa Hotesur
En noviembre de 2014, luego de una investigación del programa Periodismo para Todos, la diputada Stolbizer presentó una denuncia penal ante el juez Claudio Bonadío para que se investiguen supuestas irregularidades vinculadas a la empresa Hotesur S. A., por el incumplimiento de normas de inscripción y publicación en la Inspección General de Justicia. Luego de varios allanamientos en los domicilios de la empresa, Hotesur reconoció haber incurrido en "fallas formales" y "demoras" para cumplir con las exigencias legales que impone la Inspección General de Justicia. Por su parte, Cristina Fernández de Kirchner afirmó que la causa es «una copia de la que un año antes formularon» Elisa Carrió y Fernando Sánchez, en la cual había sido sobreseída.
Tanto Bonadío como el entonces jefe de Gobierno porteño Mauricio Macri y su vicejefa María Eugenia Vidal fueron denunciados por "abuso de autoridad", "violación de los deberes de funcionario público" y "malversación de caudales públicos" por el abogado Gabriel Claudio Chamarro luego de que se divulgó el oneroso costo de los viáticos y el alojamiento para los efectivos de la Policía Metropolitana que estuvieron a cargo del operativo. Según la Inspección General de Justicia "ninguno de los incumplimientos formales ante la IGJ configura alertas que obliguen a la emisión de un ROS, siendo sólo pasibles de multas". En julio de 2015, la Cámara Nacional en lo Criminal y Correccional Federal apartó al juez Bonadío, haciendo lugar a un pedido de la defensa, por la parcialidad del juez y las irregularidades cometidas en la causa.
En mayo de 2017 los fiscales Gerardo Pollicita e Ignacio Mahiques pidieron al juez Julián Ercolini la indagatoria de Cristina Kirchner, sus hijos Máximo y Florencia, Lázaro y Martín Báez y otras diecisiete personas.
La causa fue cerrada con el sobreseimiento de todos los imputados, incluida la vicepresidenta Cristina Fernández de Kirchner, en noviembre de 2021, por el Tribunal Oral Federal N° 5.

### Causas en curso

#### Causa por encubrimiento y abuso de autoridad
En enero de 2015, el entonces fiscal de la causa AMIA, Alberto Nisman, denunció que Cristina Kirchner, junto al canciller Héctor Timerman, entre otros realizaron negociaciones para encubrir a los iraníes antes de la firma del Memorándum de entendimiento con Irán y que tal se trató de un «plan de impunidad» para conseguir «encubrir a los prófugos iraníes acusados de la voladura a la mutual judía» a cambio de la compra por parte de Irán de granos y carne argentina y la venta de petróleo. La causa fue declarada nula por el juez Rafecas por inexistencia de delito debido a que el Memorándum nunca entró en vigor y que «el gobierno agotó todas las instancias para lograr que la causa del atentado contra la AMIA avance en la Justicia Argentina» y que el propio gobierno insistió en que se mantengan vigentes las alertas rojas de la Interpol.
Luego de 2 años de recursos denegados, la Cámara de Casación ordenó la reapertura de la causa, debido al trabajo realizado por la DAIA y familiares de las víctimas que se presentaron como querellantes. Esta causa debía ser elevada a juicio con el procesamiento de la expresidenta, por el delito de encubrimiento agravado y traición a la patria pero no se llegó a realizar, debido a que la Cámara no aceptó calificación de traición a la Patria, confirmó el procesamiento por encubrimiento eliminando la traición a la patria. Dejando abierta la posibilidad de discutir este tipo penal en el debate oral.
Por un lado había sido denunciada a causa de la firma del Memorándum de entendimiento Argentina-Irán, acusada de traición a la Patria. Por otro lado había sido denunciada por el encubrimiento del atentado a la AMIA que había hecho el fiscal Alberto Nisman. Ambas causas fueron unificados como una sola. El 7 de diciembre de 2017 el juez Claudio Bonadío procesó a Cristina Fernández por «encubrimiento de los iraníes acusados del atentado a la AMIA» y «Traición a la Patria», pidiendo su desafuero y prisión preventiva. La causa fue confirmada por la Cámara Federal treinta y cinco días más tarde, aunque se revocó nuevamente la acusación por traición a la Patria.
La causa fue cerrada sin llegar a juicio oral por el Tribunal Oral Federal 8 por «inexistencia de delito» con el sobreseimiento de Cristina Fernández y de los otros diez imputados, el día 7 de octubre de 2021, cinco años y medio después de haber sido cerrada en primera instancia por el juez federal Daniel Rafecas con los mismos resultados.
En septiembre de 2023, en segunda instancia, la Cámara Federal de Casación revocó el sobreseimiento con el que Cristina Fernández de Kirchner se había beneficiado y ordenó que fuera juzgada por el supuesto encubrimiento por el que la acusaba Alberto Nisman, antes de su fallecimiento, por el memorándum de entendimiento Argentina-Irán.
El 5 de diciembre de 2024, la Corte Suprema de Justicia ratificó que Cristina Fernández de Kirchner debía presentarse a juicio oral por  la causa que investiga la firma del memorándum de entendimiento con Irán como un acto de encubrimiento para proteger a los sospechosos iraníes del atentado y abuso de autoridad.

#### Causas ligadas a Lázaro Báez
El 9 de abril de 2016, Kirchner fue imputada, junto con el exministro de Planificación Julio de Vido, por el juez federal Sebastián Casanello a raíz de la declaración de Leonardo Fariña en el llamado caso Lázaro Báez. Según estudios del presupuesto vial de los últimos doce años, el 11,6 % de los fondos fueron para la provincia de Santa Cruz, y el empresario Lázaro Báez llegó a manejar 24 500 millones $ en decenas de contratos de obra pública. Tras esto, a Kirchner le fueron inhibidos sus bienes. La auditoría fue ordenada y realizada por Javier Iguacel. Según la denuncia de los propios auditores la auditoría sobre la que Iguacel basó su denuncia no verificó los valores de mercado de ese momento y se hizo de forma apresurada. En su defensa, Kirchner expuso que la causa se enmarca en una persecución hacia su persona y a los expresidentes de la República de Brasil.
El 27 de diciembre de 2016, el juez Ercolini procesó a Kirchner en esta causa por presunta asociación ilícita y administración fraudulenta agravada, junto a otros exfuncionarios. En una causa conexa, llamada Los Sauces, el 4 de abril de 2017 el juez Claudio Bonadío procesó a Fernández por supuesta asociación ilícita y lavado de dinero, embargándola por $130 000 000 y prohibiendo su salida del país. No obstante, la causa fue cerrada con el sobreseimiento de todos los imputados en noviembre de 2021, por el Tribunal Oral Federal N° 5. El 22 de agosto del año 2022, el fiscal Diego Luciani solicitó 12 años de prisión y la inhabilitación para ocupar cargos públicos para la expresidenta. Tras el pedido, Kirchner se pronunció al respecto, señalando que «Nada de lo que se dijo en el juicio fue probado».

#### Causa Vialidad
En el año 2016, Fernández de Kirchner fue imputada en el Caso Grupo Austral y citada a prestar declaración indagatoria junto a diversos involucrados. El 6 de diciembre del 2022, el Tribunal Oral Federal 2 condenó a seis años de prisión en primera instancia a Fernández de Kirchner por administración fraudulenta en perjuicio de la administración pública por la asignación de obra pública en Santa Cruz, más la accesoria de inhabilitación perpetua para ejercer cargos públicos. El Tribunal también absolvió a Fernández de Kirchner (junto a los imputados Lázaro Báez, José López y Nelson Periotti) del delito de asociación ilícita. A la fecha este fallo de primera instancia es susceptible de ser apelado tanto por las defensas de los condenados como por el fiscal; por este motivo y por contar con fueros por el cargo de vicepresidenta que desempeña no puede ser detenida y tampoco se aplica la inhabilitación.
El 24 de abril del 2023, Cristina Fernández de Kirchner apeló la condena en su contra, afirmando que no cometió delito alguno, que el juicio es inválido y que fue víctima de una persecución política, mediática y judicial que vulneró todas sus garantías. Ese mismo día, también el fiscal Diego Luciani apeló el fallo de la causa Vialidad y pidió que Cristina Kirchner sea condenada por asociación ilícita
El 13 de noviembre de 2024, la Cámara Federal de Casación Penal ratificó el fallo que en diciembre de 2022 la había condenado a seis años de prisión e inhabilitación perpetua para ejercer cargos públicos. Por mayoría, el tribunal resolvió ratificar la condena por el delito de administración fraudulenta en el caso de la obra pública adjudicada al empresario Lázaro Báez en la provincia de Santa Cruz. Asimismo descartó sumarle el delito de asociación ilícita. Los jueces interpretaron que existió «una maniobra fraudulenta que perjudicó de manera trascendente a las cuentas del Estado nacional». El 10 de junio de 2025 la Corte Suprema de Justicia de la Nación, con los votos de los jueces Ricardo Lorenzetti, Horacio Rosatti y Carlos Rosenkrantz , dejó firme la condena a seis años de prisión y la inhabilitación perpetua para ejercer cargos públicos.

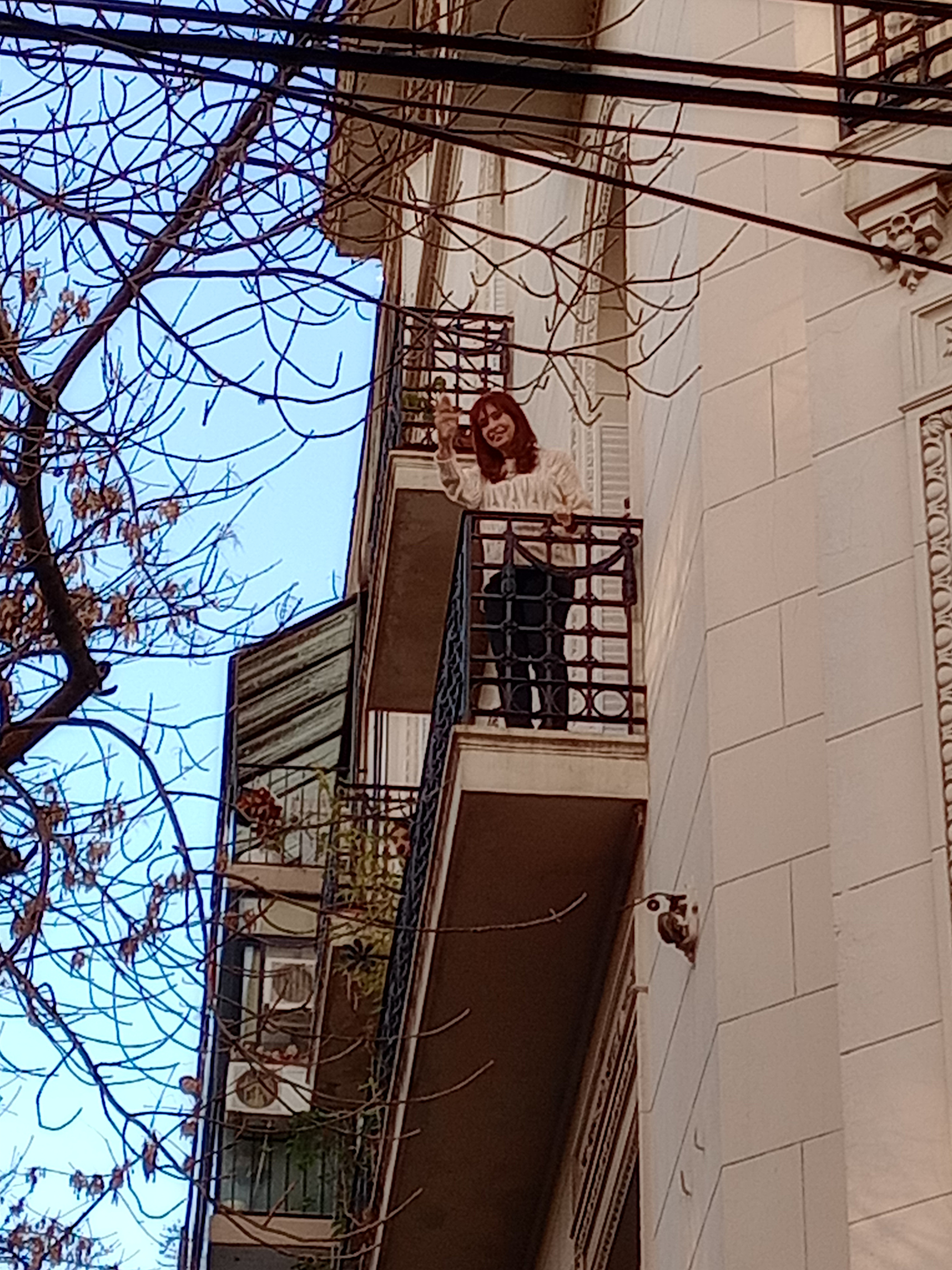
La expresidenta saluda a los presentes en la concentración frente a su casa tras conocerse el fallo de la Corte Suprema

### Representación y controversias en medios digitales
En 2020, Google otorgó temporalmente un título inusual y potencialmente difamatorio a la vicepresidenta argentina Cristina Kirchner. Aunque el título fue corregido rápidamente, esto plantea cuestiones sobre el relato político en Internet. La vicepresidenta llevó a cabo una presentación judicial ante el Fuero Federal Civil y Comercial para solicitar una pericia informática.

## Distinciones

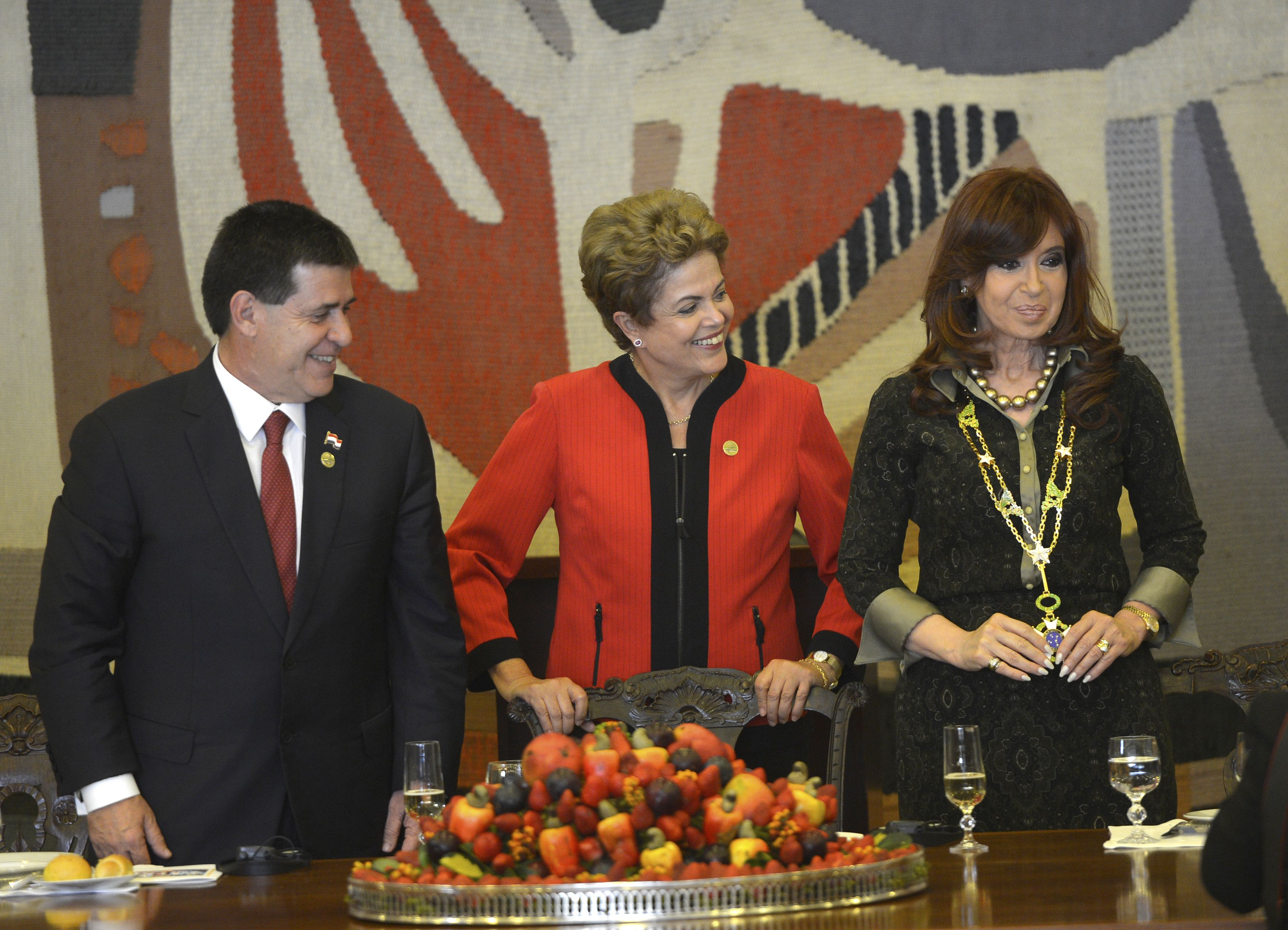
Horacio Cartes y Dilma Rousseff junto a Cristina Fernández de Kirchner portando el Gran Collar de la Orden Nacional de la Cruz del Sur.

- Presidenta honoraria del Observatorio Argentina (2003).[122]
- Presidenta honoraria del III Congreso de la Lengua Española, en la ciudad de Rosario, Argentina (2004).[122]
- Nombrada "Huésped Ilustre" de la ciudad de Los Ángeles, California (2005).[122]
- Miembro honoraria de la Universidad Hebrea de Jerusalén, 15 de mayo de 2005.[370]
- Presidenta de la Comisión de Homenaje a los 80 años de los Cuerpos Estables del Teatro Colón (2005).[122]
- Gran Collar de la Orden de Isabel la Católica, 9 de febrero de 2009.[371]
- Gran Collar de la Orden El Sol del Perú (2010)[372]
- Doctorado Honoris Causa de la Universidad de Negocios Internacionales y Economía de China (2010).[373]

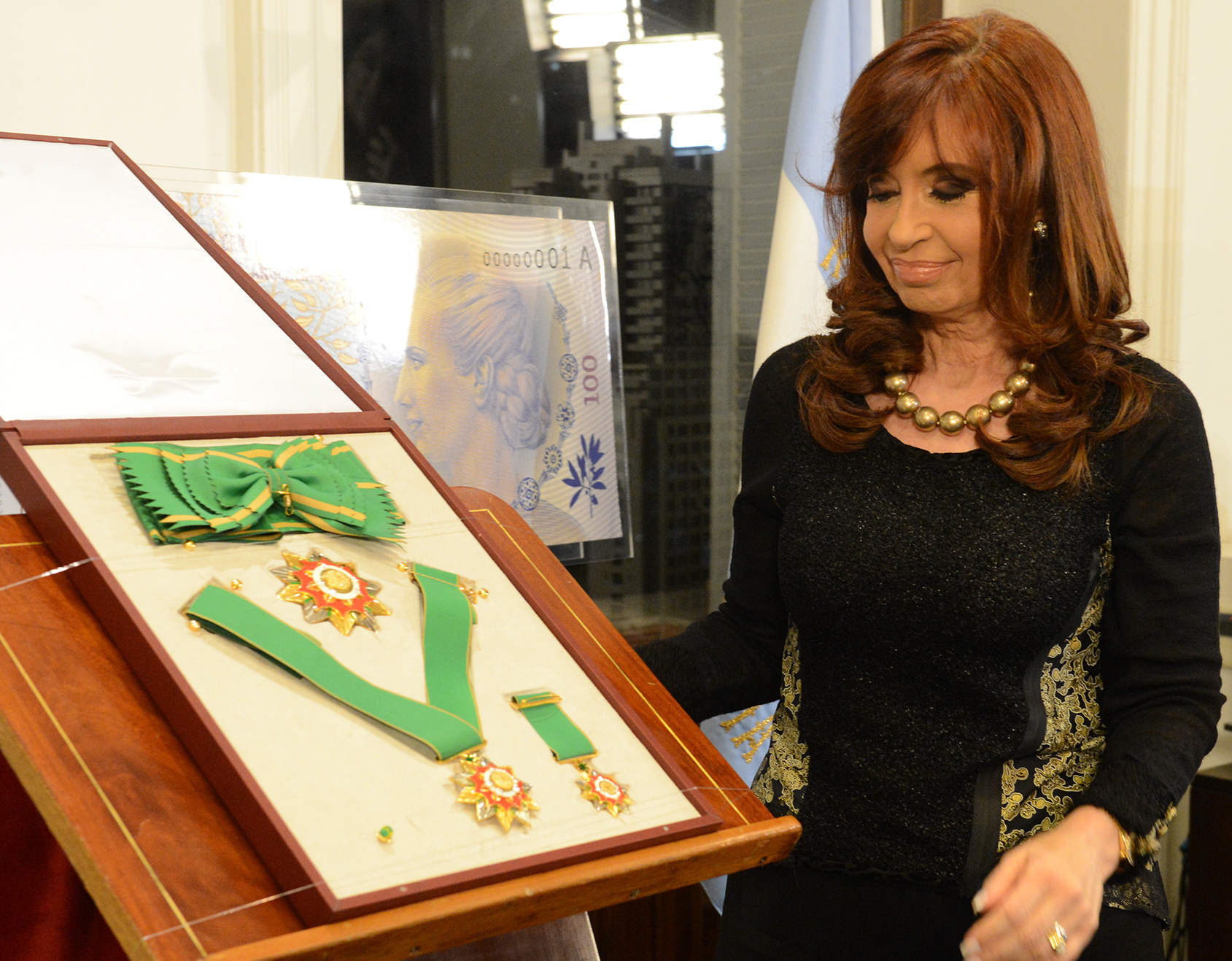
Cristina Fernández de Kirchner con la Estrella de Palestina.

- Doctorado Honoris Causa de la Universidad Nacional de La Plata, 9 de abril de 2014.[374]
- Doctorado Honoris Causa de la Universidad Nacional de Lanús (2014).[375]

- Gran Collar de la Orden Nacional de la Cruz del Sur, 17 de julio de 2015.[376]
- Estrella de Palestina, 12 de agosto de 2015.[377]
- Centro Integral de los Derechos de los Niños Cristina Fernández de Kirchner, en la ciudad de Avellaneda, 28 de mayo de 2016.[378]
- Condecoración Manuela Sáenz de la Asamblea Nacional de Ecuador, 29 de septiembre de 2016 (Anulada el 13 de septiembre de 2018).[379]
- Doctorado Honoris Causa de la Universidad Nacional de Quilmes, septiembre de 2016.[380]
- Doctor Honoris Causa Universidad Nacional de Avellaneda (2016)[381]
- En 2017 los investigadores del Conicet Julián Petrulevicius y Pedro Gutiérrez describieron una serie de especies, géneros, familias y órdenes de insectos de 325 millones de años de antigüedad hallados en la provincia de La Rioja. Uno de ellos recibió el nombre Argentinala cristinae, por Cristina Fernández de Kirchner. Otras dos especies tipo fueron denominadas Tupacsala niunamenos, en honor a Túpac Amaru II, a Milagro Sala y al movimiento Ni una menos, y Kirchnerala treintamil, en honor al expresidente Néstor Kirchner y los 30 000 detenidos desaparecidos durante la última dictadura cívico militar.[382]

## Publicaciones
- 2007: Pensando en la Argentina[383]
- 2015: Una política exterior soberana[384]
- 2019: Sinceramente[385]
- 2019: Profundamente Argentina[386]